# Paolo Guerrero
José Paolo Guerrero Gonzales (Chorrillos, Lima, 1 de enero de 1984) es un  futbolista peruano. Juega como delantero centro y su actual equipo es el Club Alianza Lima de la Liga 1 del Perú.Internacional con la selección de fútbol del Perú desde 2004, siendo el máximo goleador histórico con 41 tantos y el segundo con más partidos (129).
La IFFHS lo incluyó en el equipo ideal sudamericano de la última década, siendo reconocido como el mejor centrodelantero sudamericano entre los años 2010-2020 (integrando el podio junto a Neymar y Sergio Agüero). Además fue elegido el «mejor centro delantero de América» en 2012 y 2017 por el diario El País, con base en la opinión de más de doscientos periodistas de la región e integró el Equipo Ideal de América esos años. De la misma forma, la CONMEBOL lo destacó en el equipo ideal de la Copa América en las ediciones 2011, 2015 y 2019.
En 2002 fue reclutado por el Bayern Múnich, para jugar en la filial, equipo con el que ganaría la Regionaliga Sur, siendo el máximo goleador del campeonato con 21 goles. Debutó profesionalmente con el primer equipo en la Bundesliga durante la temporada 2003-04. Con los bávaros ganó 2 Bundesligas, una Copa de la Liga de Alemania y 2 Copas de Alemania. A mediados de 2006 dejaría el Bayern para pasar a las filas del Hamburgo con el que consiguió una Copa Intertoto de la UEFA en 2007. Dejaría el equipo tras 6 temporadas consolidado como el quinto máximo goleador extranjero en la historia del club, con 51 goles.
En el año 2012 se trasladó a Brasil y fichó por el S. C. Corinthians, cuadro con el que ganó una Copa Mundial de Clubes, anotando el gol de la victoria en la final frente al Chelsea, siendo reconocido como el mejor delantero y tercer mejor jugador, recibiendo el Balón de Bronce. Ese mismo año fue elegido como el segundo mejor futbolista de Sudamérica, siendo incluido en el Equipo Ideal de América. En 2013 campeonó en la Recopa Sudamericana y ese mismo año ganó el Campeonato Paulista siendo distinguido como el mejor jugador del campeonato e incluido en el equipo ideal del torneo. Durante la temporada 2014 fue distinguido como el mejor delantero del Brasileirao, obteniendo el Balón de Plata de la liga Brasileña y siendo incluido en el equipo ideal. Un año después, entraría a la historia del Corinthians como el máximo goleador extranjero.
Tras fichar por el Flamengo en el 2015, Guerrero fue uno de los 59 jugadores nominados candidatos al Balón de Oro. En 2017 se convirtió en el futbolista mejor pagado de Sudamérica, ganó el Campeonato Carioca, donde fue reconocido como mejor jugador y máximo goleador, siendo incluido en el equipo ideal. A finales de año, fue elegido nuevamente como el segundo mejor futbolista de Sudamérica y siendo incluido en el Equipo Ideal de América. En el 2018 ganó el torneo Taça Guanabara y finalizaría su estadía en el club dentro del top 10 de máximos goleadores extranjeros.
En 2018, fichó por el S. C. Internacional y debutaría varios meses después debido a una sanción antidopaje que le impedía jugar. Durante su primera temporada, llegó a la final de la Copa de Brasil 2019 saliendo subcampeón y fue elegido como el mejor jugador y máximo goleador, recibiendo el Balón de Oro y la Bota de Oro del torneo. Es el futbolista extranjero con más goles en la historia del futbol brasileño con 107 anotaciones. En 2023 tras una grave lesión y una corta permanencia en Racing Club, ficha por LDU de Quito campeonando en la Copa Sudamericana 2023.
Como internacional con la selección peruana de fútbol, es el máximo goleador histórico con 41 goles en 126 partidos, y es el único futbolista de la selección inca que le ha anotado a todos los países de la CONMEBOL, también es el tercer futbolista con más partidos jugados en la historia de la selección. A nivel de categorías inferiores obtuvo el primer lugar en los Juegos Bolivarianos Sub-18 del 2001. Con la selección absoluta fue partícipe de los siguientes torneos continentales: Venezuela 2007, Argentina 2011, Chile 2015, Copa América Centenario 2016, Brasil 2019 y por último, la Copa Mundial Rusia 2018.
Sus participaciones en Copa América han sido auspiciosas, ya que posee varios récords: obtuvo 2 medallas de bronce en las ediciones 2011 y 2015 de la Copa América, siendo distinguido como el máximo goleador de ambos torneos e incluido en el equipo ideal de dichas ediciones. Llegó a la final continental en Brasil 2019 después, logrando el subcampeonato y obteniendo la medalla de plata, consagrándose como el máximo goleador del torneo, junto al brasileño Éverton y siendo incluido en el equipo ideal del torneo por tercera vez en la historia de la competición. Es el quinto máximo goleador histórico de la Copa América, el máximo goleador en activo del torneo con 14 goles junto al chileno Eduardo Vargas y es junto a Pedro Petrone, el futbolista que más veces fue goleador en la historia de la competición.

## Primeros años
Hijo de José Guerrero, economista de profesión y Petronila Gonzales, trabajadora administrativa. Creció en el distrito de Chorrillos de la ciudad de Lima. Estudió en el colegio Los Reyes Rojos, en donde fue compañero del también exfutbolista peruano Jefferson Farfán.
Es medio hermano del también futbolista Julio Rivera.

## Trayectoria

### Inicios
Paolo Guerrero Gonzales inició, su carrera en el fútbol en las divisiones menores del Alianza Lima, club al cual llegó en 1991 a los siete años de edad, esto hizo posible que realice toda su etapa formativa en las divisiones menores del club blanquiazul. Cabe destacar la función que cumplió en su formación Constantino Carvallo Rey, fallecido en el año 2008, exdirector del colegio Los Reyes Rojos y excolaborador de Alianza Lima. En los últimos años de su educación secundaria, fue "apadrinado" por este, apoyado y becado en su colegio.

### Alianza Lima (2001-2002)
Debido a sus destacadas actuaciones, fue ascendido por Jaime Duarte al primer equipo en julio del año 2001, junto a Jefferson Farfán, aunque, a diferencia de este y estando convocado en lista de jugadores como suplente, no entró a jugar un partido oficial con camiseta blanquiazul. Al año siguiente, jugó su único partido con el club limeño disputando algunos minutos ante Peñarol en la Copa El Gráfico. Finalmente, Paolo Guerrero tuvo hasta dos chances de jugar de forma oficial por Alianza Lima. La primera fue el 10 de marzo de 2002 ante Melgar. Con la camiseta 22 pudo hacer su debut con la blanquiazul en Matute, pero se quedó en banca en el triunfo por 3-1 ante Melgar. 3 días después, siendo parte de la lista de jugadores del 1.er equipo para la Copa Libertadores del 2002, pero esta vez con la camiseta 24, quedó como suplente en la derrota por 2-0 ante Cerro Porteño en Paraguay por Copa Libertadores.

### Bayern Múnich (2002-2006)
A inicios de 2002, tras rechazar una oferta del K. R. C. Genk de Bélgica, el 6 de septiembre, el Bayern de Múnich de Alemania anuncia su incorporación al segundo equipo. Esta contratación derivó en un conflicto entre Alianza y el Bayern. El caso fue elevado hasta la FIFA, la cual decidió que el club alemán pague por derechos de formación ya que, si bien Guerrero tenía contrato formal con Alianza, este no era de carácter profesional. Una vez solucionado el problema, Guerrero empezó a jugar con el Bayern de Múnich II en la Regionalliga Sur, que en ese entonces era la tercera división del fútbol alemán. El 30 de mayo de 2004 se coronó campeón con esta categoría.
A nivel de equipos, disputó su primer partido con el equipo profesional del Bayern el 23 de octubre de 2004 ante el Hansa Rostock, con el dorsal "33", mientras que su primer gol en la Bundesliga lo anotó ante el Hannover 96. En total, Guerrero se mantuvo cuatro temporadas en el Bayern Múnich, alternando las dos últimas en el primer equipo, el mismo con el que llegó a anotar diez tantos en Bundesliga y dos en la Liga de Campeones de la UEFA.
En junio de 2006 abandonó la disciplina del Bayern Múnich. Su destino fue el Hamburgo, club con el cual firmó un contrato por cuatro años.

### Hamburgo (2006-2012)
Paolo Guerrero se unió al Hamburgo en 2006. El 23 de octubre de 2006 marcó sus primeros dos goles con su nueva camiseta, los cuales permitieron a su equipo derrotar al Bayer Leverkusen. Sin embargo, su primera temporada se vio afectada por una lesión que no le permitió jugar varios partidos, siendo más considerado como suplente de la temporada. Cerca del final, Guerrero anotó tres goles, por lo que acabó la temporada con un total de cinco goles en 20 partidos. Uno de estos tantos fue contra su antiguo equipo el Bayern en la victoria por 1-2, que dejó a Bayern, sin posibilidades de llegar a la Liga de Campeones. En la temporada 2007-08, su segunda en el Hamburgo, Guerrero jugó 29 de los 34 partidos en la Bundesliga, anotando nueve goles y recibiendo cuatro asistencias, además de convertirse en titular indiscutible y en un jugador vital para Hamburgo. Fue el tercer máximo goleador, siendo superado solo por Rafael van der Vaart (12 goles) e Ivica Olić (14 goles).
En la clasificación para la Copa de la UEFA, competencia en la que jugó nueve partidos, marcó cinco goles y recibió tres asistencias. Su primer "hat-trick" en su carrera profesional fue contra el Karlsruher SC, en el último partido de la Bundesliga, anotando el segundo, tercer y cuarto gol en la victoria por 7-0. Esta victoria les aseguró el cuarto lugar y un cupo para la Copa de la UEFA la próxima temporada. A comienzos de la temporada 2008-09, Guerrero se había convertido en el delantero de primera elección para el Hamburgo S.V. tanto así que el entrenador Martin Jol dijo que "Guerrero no debía ni siquiera resfriarse durante la temporada".
En abril de 2010 el depredador recibió una multa del club por un incidente al final de un partido de liga con el Hannover 96, donde, después de haber sido insultado por un fan del Hamburgo, Guerrero le lanzó una botella de agua que le golpeó en el rostro. La Federación Alemana de Fútbol suspendió a Guerrero por cinco partidos de liga y lo multó con 20.000 €. En la temporada 2011-12 de la Bundesliga, Paolo Guerrero logra una racha de 5 goles consecutivos, superando así la del mítico Uwe Seeler, quien tenía 4 goles consecutivos. De la misma manera, Guerrero llega a acumular 6 goles en un mes.
En la fecha 24 de la Bundesliga 2011-12, Guerrero le propinó una patada descomunal al portero del Stuttgart, Sven Ulreich. El delantero corrió hasta la posición que se encontraba el arquero —esquina del córner— y, cuando este se encontraba de espaldas, le propinó un “planchazo” con los estoperoles en alto que le costó la expulsión inmediata. A raíz de esto, el tribunal de disciplina de la liga germana lo sancionó con ocho fechas de suspensión.

### Corinthians (2012-2015)

#### Temporada 2012
En junio de 2012 fue tentado por el Valencia de la liga española y por el Corinthians que jugaría el Mundial de Clubes a fines de año, fichando por este el 13 de julio de 2012, el delantero firmó por tres años con el Timão para disputar el Brasileirão 2012 y El Mundial de Clubes 2012, se desembolsó un estimado de US$7,5 millones y fue presentado el 16 de julio de 2012.
“Cada vez que voy al campo, voy a ganar. Si estoy aquí es para el Corinthians. Quiero ganar, marcar goles.”– Paolo Guerrero.
El 25 de julio de 2012, hizo su debut en un partido contra el Cruzeiro en el Brasileirão 2012, donde entró por primera vez en la Liga Brasileña, por Emerson Sheik, el Corinthians ganó por 2-0. Su debut en el "Timao", atrajo la atención inmediata de los medios de comunicación del Perú a Sao Paulo.

De derecha a izquierda, Paolo Guerrero, Cássio Ramos y David Luiz durante la entrega de los balones de bronce, oro y plata respectivamente del Mundial de Clubes 2012

En la 26.ª ronda del Brasileirao, jugó contra Botafogo y anotó su primer gol para el equipo. Pero Guerrero creció en las últimas rondas del campeonato brasileño, anotando varios goles que aseguraron su lugar en la alineación titular del equipo.
El 6 de octubre, Paolo jugó de titular ante el Náutico por la fecha 28 del Brasileirao, anotando el gol del empate justo antes de que acaben los primeros 45 minutos, el partido culminó en una derrota del Corinthians por un marcador de 2-1 en contra. El 27 de octubre, Guerrero anotó el gol de la victoria a los 55 minutos en un partido entre Corinthians ante Vasco da Gama por la fecha 33, su gol se originó gracias a un tiro de esquina, Guerrero aprovechó que el balón rebotó en el defensa contrario y remató un fuerte disparo donde nada pudo hacer el arquero.

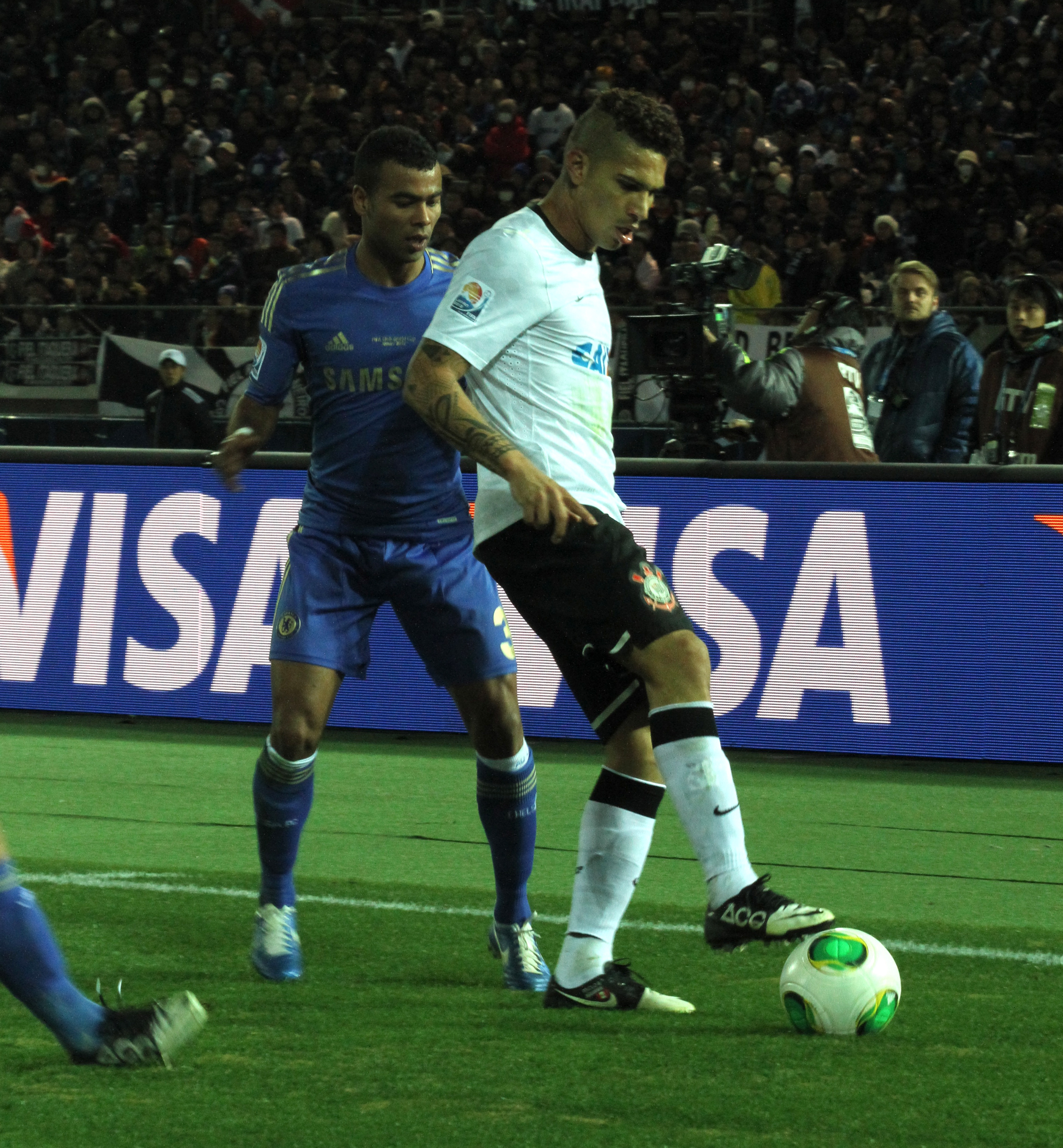
Paulo Guerrero del Corinthians, defendido por Ashley Cole del Chelsea.

El 10 de noviembre, el Corinthians le ganó al Coritiba, en la fecha 35, por un contundente marcador de 5-1, Guerrero se hizo presente en el partido anotando un gol al minuto 65. El 18 de noviembre, le anotó un gol de cabeza al Internacional en la fecha 36, el partido culminó 0-2 a favor del Corinthians quien jugaba de visitante.
El 3 de diciembre, Guerrero anotó el único gol de su equipo en la derrota del Corinthians por un marcador de 3-1 frente al Sao Paulo por la fecha 38, a los 12 minutos de juego, el delantero peruano recibió un pase del mediocampista Douglas dos Santos y venció al portero rival de un remate cruzado desde el borde del área. Finalizó el Brasileirao anotando un total de 6 goles en 15 partidos.
El 27 de noviembre de 2012, días antes de embarcar a Japón para competir en el Campeonato del Mundo, el atleta fue honrado por el consulado peruano en Brasil "en reconocimiento a sus méritos deportivos y por su profesionalismo, mostrando todos los altos valores del deporte del Perú en Brasil y ser considerado como titular en la mayoría de los partidos jugados".
El 12 de diciembre de 2012 Paolo Guerrero, en las semifinales de la Copa Mundial de Clubes contra el Al-Ahly de Egipto, Guerrero anotó de cabeza el único gol del partido que llevó Corinthians hasta la final. El 16 de diciembre de 2012, en la final de la Copa Mundial de Clubes ante el campeón de la Liga de Campeones, el Chelsea, Guerrero anotó, nuevamente de cabeza, el único gol del partido dándole el título de Campeones del mundo a nivel de clubes al Corinthians. Paolo Guerrero fue premiado con el Balón de Bronce por su gran participación en el Mundial de Clubes y fue distinguido como "mejor delantero" por ser el único delantero en entrar al podio de los mejores futbolistas.

#### Temporada 2013
Corinthians se convirtió en el campeón del Paulistâo 2013 con Guerrero como jugador determinante, con 8 anotaciones terminó siendo el goleador del equipo. El ‘Timao’ logró romper con la racha del Santos F. C. que buscaba consagrarse por cuarto año consecutivo. El peruano fue elegido el mejor jugador del Campeonato Paulista 2013. La elección fue realizada por el sitio web GloboEsporte y el anuncio, así como el premio, ocurrió durante la fiesta de cierre del torneo, el lunes 20 de mayo, en la ciudad de São Paulo. Durante la campaña victoriosa del Corinthians, 'Guerrero' marcó ocho goles y fue quien más anotó para el equipo mazaquiño, quien fue campeón. En la elección de GloboEsporte.con, el atacante corinthiano tuvo un 56,4% de los votos, contra un 27% del palmeirense Leandro y un 16,6% del são-paulino Osvaldo, además integró el equipo ideal del Campeonato Paulista 2013.
El 12 de febrero de 2013, Guerrero hizo su debut en la Copa Libertadores, anotando el único gol de su equipo en el empate 1-1 del Corinthians frente al San José de Bolivia por la fase de grupos. El 28 de febrero, Guerrero le anotó un gol al Millonarios y el partido culminó 2-0 a favor del Corinthians. El 14 de marzo, el Corinthians le ganó al Tijuana por un marcador de 3-0, Paolo anotaría un gol a los 38 minutos del encuentro. El 11 de abril, Guerrero le volvió a anotar un gol al San José en la victoria del Corinthians por un marcador de 3-0. Finalmente, el Timao fue eliminado a manos de Boca Juniors en los octavos de final.
En mayo de 2013, Guerrero se convirtió en el primer futbolista peruano en aparecer en la portada de Placar. La portada lo presentaba como un guerrero recién salido de la batalla, con sangre en las piernas y con una bandera del Corinthians.
En julio de 2013, Corinthians ganó la Recopa Sudamericana 2013, derrotando al São Paulo F. C. por un marcador global de 3–1. Guerrero anotó un gol a los 28 minutos en el partido de ida, culminando con un resultado de 1-2 a favor del Timao. En el partido de vuelta, el Corinthians venció al Sao Paulo por un marcador de 2-0 y se consagró campeón, en ese partido partido Guerrero jugó 85 minutos.
Inició la temporada en el Brasileirao el 4 de agosto, anotando un gol en la victoria del Corinthians sobre el Criciúma E. C. por un marcador de 0-2 en la fecha 11. El 18 de agosto, Guerrero anotó el gol de la victoria del Corinthians contra el Coritiba, por un marcador de 1-0, en la fecha 15, Paolo ingresó a los 62 minutos y a los 91 minutos anotó el único con del partido por vía penal. El 25 de agosto, Paolo anotó el único gol de su equipo en el empate, por un marcador de 1-1, entre Vasco y Corinthians, su tempranero gol llegó a los 4 minutos de iniciado el encuentro, aprovechando un centro desde la derecha y anotando con un fuerte remate del pie derecho.
El 1 de septiembre, Guerrero anotó el cuarto y último gol del partido a los 84 minutos, en la goleada del Corinthians sobre el Flamengo, por un abultado marcador de 4-0 en la fecha 17.
El 3 de octubre, Corinthians venció al Bahía por un marcador de 2-0 en la fecha 25, en dicho partido, el atacante peruano se tiró de palomita para conectar el balón de cabeza y marcar el primero del encuentro, en los siguientes minutos el marcador aumento a favor del Corinthians. Guerrero finalizó en el Brasileirao acumulando un total de 5 goles en 17 partidos.
Al finalizar el año, Paolo terminó consagrado como el máximo goleador de su equipo en la temporada al anotar 18 goles en 46 partidos y ganando 2 títulos. Fue premiado como el mejor delantero del Brasileirao en la temporada 2014.

#### Temporada 2014
Paolo tuvo regular rendimiento a comienzos de año. Tuvo un bajo rendimiento en el Campeonato Paulista 2014, anotando solo un gol en 12 partidos disputados. Su primer gol en el año ocurrió el 23 de enero, en un duelo del Paulistao entre el Corinthians y el Paulista. El gol de Guerrero fue de un certero cabezazo dentro del área cuando el reloj marcaba el minuto 78, dicho gol dejó al Corinthians en el primer puesto del grupo B de la competición.
A mediados de agosto recibió una oferta de West Ham United pero el jugador la rechazó.
El 1 de mayo en la Copa de Brasil, Guerrero rompió su mala racha con las redes tras estar 3 meses sin anotar y marcó el gol con el cual el Corinthians venció 2-0 al Nacional, El Depredador apareció como buen cazador de área para anotar un gol luego de tres meses. El mismo Guerrero había anunciado que sentía una presión extra por no anotar. El 1 de octubre, Corinthians derrotó de local 2-0 al Atlético Mineiro, en el partido de ida por los cuartos de final. A los 25 minutos, Paolo aprovechó el pase por la derecha de Renato Augusto y anotó de un potente cabezazo que no dejó reaccionar al portero del Atlético Mineiro, el marcador aumentó a favor del Coringao y el marcador terminó 2-0. El 15 de octubre, Guerrero anotó un gol durante el partido entre Corinthians y Atlético Mineiro por el partido de vuelta de los ocuartos de final, un despeje de un defensor del Timao fue aprovechado por Guerrero quien luchó el balón ganando la posición a un zaguero del equipo rival y de un remate cruzado anotó el único gol de su equipo, el partido culminó 4-1 en contra del Corinthians y fue eliminado de la Copa de Brasil.
Su primer gol en el Brasileirao llegó el 4 de mayo. El delantero peruano amortiguó el balón con el pecho dentro del área y remató abajo para anotar su primer tanto en el campeonato brasileño, su gol le dio el triunfo de visitante al Corinthians por un marcador de 1-0 contra el Chapecoense por la fecha 3. El 5 de mayo, Guerrero arrancó de titular en la fecha 8 del Campeonato Brasileño, anotó el gol del triunfo del Timao al batir la valla rival cuando transcurrían los 68 minutos. Guerrero venció la resistencia del guardameta Fábio de un potente disparo desde fuera del área.
El 18 de julio, Guerrero le anotó un gol al Inter de Porto Alegre en la fecha 10, el primer tanto del Timao llegaría gracias a Guerrero, al finalizar el partido, el Corinthians se llevó el triunfo con un marcador final de 2-1. El 27 de julio, Guerrero se hizo presente en el Clásico Paulista de la fecha 12, el atacante peruano aprovechó a la perfección un pase de uno de sus compañeros, tras una espectacular jugada en el borde del área, definiendo con calidad ante la salida del arquero arquero rival, el marcador final fue de 2-0 a favor del Corinthians.
El 22 de agosto, Guerrero anotó un gol en la abultada victoria del Corinthians sobre el Goias por un marcador de 5-2 en la fecha 16, el gol de Paolo llegó a los 22 minutos, cuando el partido estaba 0-1 en contra del Corinthians, el gol significó el empate temporal del Timao. El 24 de agosto, el Corinthians perdió de local ante el Gremio en la fecha 17, Guerrero anotó un gol a los 62 minutos tras un fuerte remate de zurda pero no pudo hacer nada para evitar la derrota de su equipo.
El 21 de septiembre de 2014, el Corinthians le remontó al Sao Paulo y terminó ganando por un marcador de 3-2, Guerrero fue la principal figura del partido al haber tenido una de sus mejores actuaciones desde su llegada al Futbol Brasileño, le cometieron un penal que fue cobrado por uno de sus compañeros para poner 2-2 parcial, casi finalizando el partido, Guerrero anotó un hermoso gol con una previa jugada de pared, dicho gol le dio la victoria al Corinthians en el Clásico Majestuoso.
El 4 de octubre,Paolo Guerrero colaboró con un tanto en la goleada 3-0 del Corinthians sobre el Sport Recife por la fecha 23, su gol fue el segundo de su equipo y llegó al minuto 73. El 19 de octubre, el Corinthians venció al Inter de Porto Alegre, en la fecha 29, por un marcador de 1-2, Paolo estableció el 1-0 cuando recepcionó con la cabeza un centro pasado y definió con un zurdazo en el área, imposible de atajar para el portero Alisson Becker, de esta manera, volvería a repetir lo hecho hace 4 meses cuando le anotó un gol al Internacional en la Arena Corinthians.
El 9 de noviembre, Paolo Guerrero se reencontró con el gol y tras estar ausente por suspensión, anotó en el triunfo de 1-0 del Corinthians ante Santos en un importante clásico, el Corinthians logró ponerse en ventaja a los 7 minutos, cuando Guerrero aprovechó un centro desde la derecha y tras la falla de los defensas rivales solo tuvo que empujar el balón para anotar el gol que le dio la victoria a su equipo El 23 de noviembre, Paolo anotó el gol del triunfo de Corinthians, que derrotó 1-0 a Gremio en la fecha 36, el único tanto del encuentro llegó a los 83 minutos. En ese instante apareció Guerrero para abrir el marcador. El delantero peruano recibió un balón desde la derecha, el cual controló de espalda al arco rival y remató de izquierda luego de girar. El 30 de noviembre, Guerrero marcó el primer gol del partido entre el Corinthians y el Fluminense. Los equipos recién se estudiaban cuando Paolo Guerrero aprovechó un rebote dejado por el portero para abrir la cuenta para el Corinthians, que juega en condición de visita en el estadio Maracaná, el marcador finalizó 5-2 en la abultada derrota del Corinthians.
Guerrero finalizó el Brasileirao teniendo su mejor rendimiento desde su llegada al figurar en el TOP10 de goleadores del campeonato, anotando 12 goles en 28 partidos: 1 gol al Chapecoense, 1 gol a Cruzeiro, 2 goles al Inter de Porto Alegre, 1 gol a Palmeiras, 1 gol al Goias, 2 goles a Gremio, 1 gol a Sao Paulo, 1 gol a Sport Recife, 1 gol a Santos y 1 gol al Fluminense. Guerrero fue elegido como el mejor delantero del Brasileirao 2014 junto a Diego Tardelli, ganando el Balón de Plata de la revista Placar y siendo incluido en el XI ideal del campeonato.
Culminó el año consagrado por segunda vez consecutiva como el máximo goleador de su equipo en la temporada, anotando 16 goles en 45 partidos.

#### Temporada 2015
El 17 de marzo de 2015, Guerrero se convirtió en el jugador extranjero que anotó más goles para el Corinthians, con 47 goles, superando al argentino Carlitos Tévez quien anotó 46 goles. El récord lo obtuvo en un partido contra el club uruguayo Danubio para la tercera ronda de la segunda fase de la Copa Libertadores 2015, en ese partido fue la gran figura al anotar su primer triplete con el Corinthians, el partido culminó 4-0 a favor del Coringao. Guerrero se convirtió en el máximo anotador de la era posterior al descenso, rompiendo el récord que anteriormente pertenecía a Dentinho.
Con todo eso, los hinchas del Corinthians pidieron su permanencia y posterior retiro en el club, ya que lo consideraban ídolo y su contrato terminaba a mitad de año. Pero después de ser eliminado por Guaraní de la Copa Libertadores, finalmente, en junio se confirma que Paolo no seguiría más en Corinthians por no llegar a un acuerdo económico para su renovación. Su último partido con el Corinthians fue contra Fluminense el 24 de mayo. Corinthians confirmó su liberación tres días más tarde. Posteriormente, pasaría a las filas del Flamengo terminada su participación en la Copa América 2015 con la selección peruana.

### Flamengo (2015-2018)
Temporada 2015

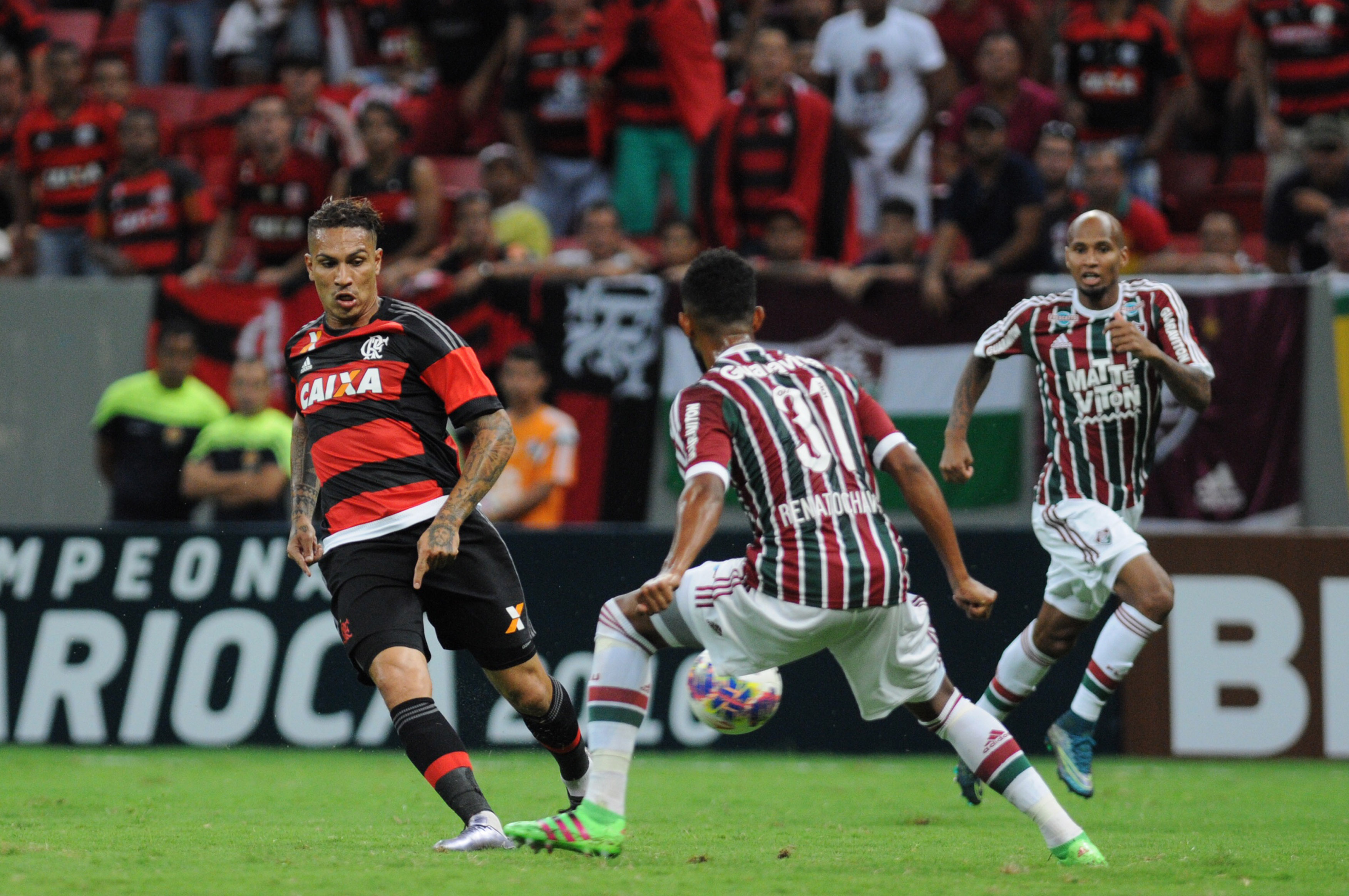
Paolo Guerrero jugando el clásico Fla-Flu por el Flamengo en el 2016.

El 29 de mayo del 2015 fue confirmado que Guerrero sería jugador del Flamengo.
Guerrero se unió al Flamengo luego de jugar por Perú en la Copa América. Después de marcarle 3 goles a la Selección de Bolivia y uno a Paraguay en las instancias de cuartos de final y el partido por el tercer puesto, respectivamente, Paolo viajó a Río de Janeiro apenas un día después de pisar tierras peruanas, y al día siguiente (9 de julio), habiendo entrenado solo una mañana con el 'Mengão' debuta en la noche contra el Sport Club Internacional, marcando un tanto y dando una asistencia de gol, sentenciado una racha de 5 goles en menos de 2 semanas (13 días), con lo cual ganaría la admiración de los fanáticos cariocas, quienes crearon el himno 'Acabou o caô. O Guerrero chegou' en su honor.

#### Temporada 2016
Después de 5 meses sin anotar un gol, Guerrero volvió a marcar para el Flamengo el 27 de enero de 2016, al haber anotado 2 goles en la victoria del Flamengo sobre el Atlético Mineiro por un marcador de 2-0, en un partido válido para la Copa de la Primera Liga.
El 23 de octubre, Flamengo empató 2-2 ante el Corinthians en el estadio Marcaná por un partido del Brasileirao, Guerrero fue vital en dicho encuentro, anotó los 2 únicos goles del Flamengo en los minutos 15 y 89, posteriormente fue incluido en el once ideal de la fecha gracias a su brillante actuación.
El 29 de octubre, Paolo integró el XI ideal de la fecha 33 del Brasileirao luego de brindar una asistencia y anotar el gol del empate al minuto 90 en un partido entre el Flamengo y Atlético Mineiro.
En el Brasileirao anotó 9 goles en 21 partidos, convirtiéndose en el máximo goleador del Flamengo en la liga y en el puesto 16 de la tabla general de goleadores del torneo .
Terminó la temporada como el máximo goleador del Flamengo en el año, anotando 18 goles en 43 partidos. Fue el segundo máximo goleador extranjero en Brasil (solo detrás de Lucas Pratto ) y también fue el máximo goleador de la Primera Liga de Brasil con 3 goles.

#### Temporada 2017
Tras estrenarse su película: 'Guerrero', en todas las salas de cine de Perú, y celebrar su onomástico número 33, el inicio de año de Guerrero fue redondo. Probablemente, el mejor arranque de toda su carrera. Marcó en cada una de las fechas de la doble jornada por las Eliminatorias Mundialistas con su selección: uno a Venezuela de visita (en el empate a 2 en Maturín) y a Uruguay en Lima (en la victoria por 2-1 de Perú).
Con el 'Mengao', disputó dos finales regionales en tan solo 5 meses: La Taça Guanabara y el Campeonato Carioca.
Guerrero comenzó el año haciendo un doblete en la Taça Guanabara, anotando el primer y el tercer gol en la goleada 4-1 del Flamengo contra Boavista por la primera fecha de la fase de grupos del torneo, su compatriota Miguel Trauco también se haría presente para anotar el segundo gol del Mengao. En la tercera fecha, el Flamengo venció con un contundente 4-0 al Nova Iguacu, partido en el cual Guerrero volvería a hacer un doblete anotando el segundo gol y el cuarto gol gracias a un penal. En la cuarta fecha Guerrero anotaría el primer gol del Flamengo para la victoria 2-1 frente al clásico rival Botafogo. En la quinta y última fecha, Guerrero anotaría el segundo gol del Flamengo contra el Madureira, partido en el cual terminaría 4-0 a favor del Flamengo. Ya en la final del torneo, Flamengo se enfrentaría ante otro clásico rival, el Fluminense, en este partido Guerrero anotaría un gol de tiro libre para el empate 3-3, en la tanda de penales, Guerrero anotó el segundo penal, pero esto no sería suficiente ya que la tanda de penales quedó 4-2 a favor del Fluminense, siendo Flamengo el subcampeón.
En el Campeonato Carioca, Flamengo venció con un resultado de 2-1 al Botafogo por la semifinal del campeonato, Guerrero fue la gran figura al hacer un doblete que clasificó al Flamengo a la gran final. Ya en la final, Guerrero anotó un gol para el 1-1 temporal del Flamengo contra el Fluminense, en el tiempo complementario, el futbolista Rodinei anotaría el gol de la victoria para que así el Flamengo se coronara campeón del Torneo, este sería el primer título que Guerrero ganó desde su llegada al club. Paolo Guerrero se consagró como el máximo goleador con 10 en 11 partidos goles y fue distinguido como el mejor jugador del torneo siendo incluido en el 11 ideal.
En la Copa Libertadores, Guerrero anotaría 1 gol en la victoria del Flamengo frente al Atlético Paranaense por un marcador de 2-1, más tarde le anotaría 1 gol a la Universidad Católica de Chile en la victoria 3-1 a favor del Flamengo, sin embargo el Flamengo quedó eliminado de la Libertadores pero clasificando a la Copa Sudamericana.
En la Copa de Brasil, Guerrero brilló en el partido del Flamengo contra el Santos, brindando un doblete de asistencias en el partido de ida de los cuartos de final, el primer tanto para el Mengao llegó sobre los 27 minutos, cuando el delantero peruano sacó un lujoso taco para habilitar a Éverton Ribeiro, posteriormente, Guerrero nuevamente brindó una asistencia para el segundo gol de su equipo y de esa forma el marcador culminó con un 2-0 a favor del Flamengo. En el partido de vuelta, Guerrero anotó 1 gol en la derrota del Flamengo por un marcador de 4-2, a pesar de la derrota, el Flamengo eliminó al Santos y avanzó a semifinales gracias a los goles de visitante. En la final, Flamengo quedó subcampeón luego de perder ante el Cruzeiro, Guerrero anotó el primer gol de su equipo en la tanda de penales, pero finalmente el Cruzeiro se impondría con un resultado de 5-3.
El 22 de junio, Flamengo venció al Chapecoense por un marcador abultado de 5-1, válido para el Brasileirao, en este partido Guerrero anotó sus primeros goles en la competición, siendo la máxima figura del partido al hacer por primera vez un triplete para el club, y el cuarto de su carrera, además de los 3 goles, Guerrero también brindó una asistencia.
El 2 de julio, Paolo anotó un gol de tiro libre que dejó sin reacción al portero del equipo rival, dicho gol fue anotado en un partido entre el Flamengo contra Sao Paulo en la fecha 11 del Brasileirao, el marcador terminó 2-0 a favor del Flamengo. El 20 de julio, Guerrero brindó una asistencia para el primer gol de su equipo y posteriormente anotaría el gol del empate definitivo en un partido entre Flamengo y Palmeiras por la fecha 15, el marcador culminó 2-2 entre ambos equipos.
El 17 de septiembre, Guerrero anotó en un partido entre Flamengo y Sport Recife, el primer tanto del Flamengo llegó en el minuto 8 gracias Paolo Guerrero, quien aprovechó un rebote en el área rival para marcar. Luego, se tuvo que esperar hasta los 90'+3 para aumentar cifras, el 2-0 definitivo lo iba a anotar su compañero, Everton Ribeiro, finalmente, el triunfo lo obtuvo el Flamengo. Paolo finalizó el Brasileirao anotándole 3 goles al Chapecoense, 1 gol a Sao Paulo, 1 gol a Palmeiras y 1 gol a Sport Recife, acumulando un total de 6 goles en 20 partidos y convirtiéndose en el segundo goleador de su equipo en la competición.
Como balance final, ganó 2 títulos y terminaría dicho año siendo el máximo goleador del Flamengo por segunda vez consecutiva con 20 goles: 6 goles en el Brasileirao, 10 goles en el Campeonato Carioca, 2 goles la Copa de Brasil y 2 goles en la Copa Libertadores.

#### Temporada 2018
Tras su suspensión por dar positivo en control antidopaje, vuelve a las canchas el 7 de mayo en un partido ante Internacional de Porto Alegre que acaba en victoria por 2 - 0. Sin embargo, el 13 de mayo anotó su primer gol en la temporada ante el Chapecoense tras una sequía de 7 partidos sin anotar, pero solo un día después, el TAS le aumenta la suspensión, con lo que se perdería el resto de la temporada hasta su regreso el 18 de julio ante Sao Paulo. Aunque fue recibido con ilusión, no ha anotado desde su segundo regreso. Esto complicó sus posibilidades de renovar, ya que sectores de la hinchada estaban muy disconformes con su rendimiento en la cancha e incluso fuera de ella. Finalmente, expirado su contrato, firmó por Internacional.

### Internacional (2018-2021)

#### Temporada 2019
Debutó de forma oficial con el equipo el 20 de abril contra el Caxias de la cuarta división brasileña por la ida de las semifinales del campeonato Gaúcho, anotando su primer gol y avanzando a la final y logrando el subcampeonato luego de perder ante el Gremio después jugar 2 partidos definitorios.
A continuación, debuta en la Libertadores el 9 de abril ante Palestino, donde anota dos goles clasificando a su equipo de forma anticipada a octavos de final. En dicha fase, se enfrentaría al Nacional de Uruguay, equipo al que le anotaría un gol en el partido de ida y otro gol en el partido de vuelta con destacadas actuaciones por parte del Peruano y clasificando a su equipo a los cuartos de final. Finalmente, el Internacional fue eliminado en cuartos de final de la Libertadores por el Flamengo con un marcador global de 6-1.
En la Copa do Brasil guerrero debutaría ante el Paysandu Sport Club por los octavos de final, teniendo grandes actuaciones en los partidos de ida y vuelta, anotando un doblete en el partido de ida y un gol en el partido de vuelta. En los cuartos de final se enfrentaría al Palmeiras, equipo al que le anotaría un gol en la definición de penales del partido de vuelta y así avanzando de ronda. En las semifinales el Internacional vencería por 1-0 al Cruzeiro en el partido de ida con una destacada actuación de Guerrero. En el partido de vuelta, Guerrero anotaría un doblete que clasificaría a su equipo a la final de la Copa do Brasil, siendo elegido el mejor jugador del partido. Finalmente perdería la Copa de Brasil con un resultado global de 1-3 a favor del Atlético Paranaense. Sin embargo, Guerrero se consagró como el máximo goleador y mejor jugador de la copa, recibiendo la Bota de Oro y el Balón de Oro.
Inició el Brasileirao anotando 1 gol en su primer partido jugado, dicho partido fue contra su ex equipo el Flamengo en la fecha 2, Paolo abrió el marcador con un fuerte remate de cabeza a tan solo 5 minutos de iniciado el encuentro, posteriormente el partido finalizó por un marcador de 2-1 a favor del Internacional. El 12 de mayo, Guerrero generó el primer gol de su equipo luego de un tiro libre que cobró, dicho tiro libre fue aprovechado por uno de sus compañeros para anotar el primer gol del Internacional, a los 56 minutos llegaría el gol de Guerrero y alcanzó los 100 goles en el fútbol Brasileño desde su llegada en 2012, el partido culminó con un marcador de 3-1 a favor del Internacional.
El 26 de octubre, el Internacional se enfrentó al Bahía en un partido por la fecha 28 del Brasileirao, partido en el cual Guerrero anotó un doblete que le dio la victoria a su equipo, el primer gol del partido lo anotó Paolo al minuto 50, posteriormente anotaría otro gol al minuto 74, finalmente el Internacional venció por un marcador de 3-2.
El 24 de noviembre, Guerrero tendría una muy destacada actuación ante el Fortaleza Esporte Clube por la fecha 34 del Brasileirao, anotando un doblete que salvó a su equipo de una derrota y rompiendo un récord histórico, convirtiéndose en el segundo máximo goleador extranjero en la historia de la Liga Brasileña, superando al Colombiano Víctor Hugo Aristizábal. El 27 de noviembre, Paolo le anotó un gol al Goias en la fecha 35, un fuerte remate de cabeza, al minuto 78, permitió anotar el único gol de su equipo en el partido, que culminó en una derrota del Internacional jugando de local por un marcador de 1-2 en contra. El 30 de noviembre, el Internacional de visitante venció al Botafogo en la fecha 36, por un marcador de 1-0 gracias a un gol de Guerrero, el gol llegó a los 84 minutos después de un fuerte remate desde fuera del área que provocó un error del portero Gatito Fernández.
El 8 de diciembre, el Internacional se enfrentó al Atlético Mineiro en un importante partido en la última fecha del Brasileirao que definiría su clasificación al Pre-Libertadores, en dicho partido, Guerrero anotó el gol del empate temporal tras un rebote en el área rival, finalmente el Internacional volteó el marcador y ganó por un resultado de 2-1, obteniendo una clasificación a la fase previa de la Copa Libertadores 2020. Paolo Guerrero finalizó el Brasileirao luego de haber anotado 1 gol a Flamengo, 1 gol a Cruzeiro, 1 gol al Avaí, 2 goles al Bahía, 2 goles al Fortaleza, 1 gol a Goias, 1 gol a Botafogo y 1 gol al Atlético Mineiro, de esa manera fue el máximo goleador de su equipo en la Liga, con un total de 10 goles en 24 partidos.
Terminó la temporada consagrándose como el máximo goleador del equipo con 20 goles en 41 partidos: 10 goles en el Brasileirao, 1 gol en el Gauchao, 5 goles en la Copa do Brasil y 4 goles en la Copa Libertadores.

#### Temporada 2020
Previamente a la temporada 2020 y finalizando la temporada 2019, nació un fuerte rumor sobre la posible llegada de Guerrero al club Argentino Boca Juniors, con el pasar de los meses los rumores fueron creciendo, sin embargo, no hubo ningún acuerdo de por medio y Guerrero confirmó su permanecía en el Internacional hasta el final de la temporada.
Guerrero debutó en la temporada anotando un gol en su primer partido disputado, su primer gol en el 2020 fue en la victoria del Internacional ante el EC Pelotas por un marcador de 3-1 en la fase de grupos del Campeonato Gaucho.
En la Copa Libertadores, Guerrero se hizo presente anotando el único gol ante el Deportes Tolima en el partido de vuelta por la Fase 3, gol que clasificó a su equipo a la fase de grupos del torneo continental. Ya en la fase de grupos, Guerrero hizo un doblete y brindó una asistencia en la goleada 3-0 de su equipo contra la U. Católica de Chile por la primera jornada de la fase de grupos. En la segunda jornada, Guerrero fue partícipe del primer clásico Grenal de la historia que se realizaba en la Copa Libertadores, en dicho encuentro se enfrentaron el Internacional contra el Gremio, Paolo jugó los 90 minutos y no pudo anotar goles, el partido culminó en un empate por un marcador de 0-0, es en este partido donde se da tanto el último encuentro de la libertadores antes de la pandemia como la batalla campal entre estos dos clubes que terminó con 8 expulsados.
El 16 de agosto anotó un gol a Fluminense y luego lo lesionarían, debido a esto hizo que se pierda lo que restaba de la temporada 2020, que tuvo una para de varios meses debido a la pandemia por el covid19 en todo el mundo.

#### Temporada 2021
Tras su debut en marzo ante el Ypiranga en el campeonato gaúcho, anotaría su primer gol del año 5 partidos más tarde ante el Aimoré, por el mismo torneo. Su segundo gol, y primero por el Brasileirão, lo haría ante Fluminense recién en el mes de agosto.
En medio una sequía goleadora de varias semanas y de rumores de que sería declarado transferible, el periodista Eduardo de Conto informó que Paolo le pidió a la directiva la rescisión de su contrato para tratar una lesión a la rodilla. Esto se confirmó el 26 de octubre, cuando el Inter lo dejara en libertad para tratar la presunta lesión que lo aquejaba desde agosto del año pasado.

### Avaí Futebol Clube (2022)
Después de muchas semanas buscando equipo, tras anunciar que se había recuperado de su lesión, el 18 de julio tuvo contacto con el Avaí Futebol Clube, que ocupaba el puesto 13 en el Brasileirao. El 21 de julio, el club anuncia su incorporación. Su debut se daría recién 10 días después, donde ingresó en la derrota de Avaí por 3 -1 contra América Mineiro. Tras un discreto desenvolvimiento en el cual acumuló 10 partidos sin conseguir anotar goles, el 5 de noviembre pierde la categoría por primera vez en su carrera. Ante esto, Avaí anunció que no le renovaría su contrato, por lo que terminó quedando como jugador libre. 

### Racing Club (2023)
El 25 de enero de 2023, firmó para Racing Club de Argentina por una temporada. Debido a su avanzada edad y su bajo rendimiento en los últimos años, la Academia le hizo un contrato por productividad. Esto significa que su sueldo se vería afectado por su rendimiento en la cancha, donde se toma en consideración la cantidad de partidos jugados y goles anotados. 
El Depredador luce en esta ocasión el número de camiseta que vistió un emblema de la institución como Diego Milito, la número 22. Su primer partido se da el 12 de febrero ante Tigre, en el que entró faltando 5 minutos para el final. Anotó su primer gol en la Copa Argentina el 22 de febrero frente a San Martín de Formosa, equipo de la tercera división argentina, tras aprovechar el rebote de un tiro libre. Así, dejó atrás su sequía goleadora de 21 partidos consecutivos o 1 año y medio sin anotar gol alguno. El 17 de marzo anota por primera vez en la primera división argentina contra Unión, para sentenciar el partido 3 a 1. El 5 de abril convierte su primer y único gol en la Copa Libertadores con la camiseta blanquiceleste ante el Ñublense. El 7 de julio, anotando así solo 3 goles en su estadía en el club de Avellaneda, debido a su bajo rendimiento y a la falta de minutos concedidos, decide rescindir de mutuo acuerdo con el club de Avellaneda luego de tan solo 6 meses en el fútbol argentino.

### Liga Deportiva Universitaria (2023)
El 14 de julio de 2023 fue anunciado en Liga Deportiva Universitaria, equipo de la Serie A de Ecuador, con un contrato por seis meses con opción a renovación. El 3 de agosto de 2023 debutó de visita con Liga frente a Ñublense anotando el gol de la victoria a los 60 minutos de juego, el partido terminó 1-0 a favor del equipo ecuatoriano.Nuevamente tras varios partidos de sequía goleadora con LDU, y con descontento de la hinchada, es así que anotaría nuevamente el 27 de septiembre ante Defensa y Justicia en la ida por la semifinal Copa Sudamericana 2023, celebrando de una manera efusiva en dirección a la hinchada, desahogándose mediante lisuras.
Finalmente, por este mismo torneo consigue vencer vía penales a Fortaleza pese a haber errado el primer penal de su equipo, gracias a la gran actuación del portero Alexander Domínguez, que detuvo 3 disparos para conseguir el título. Se convirtió así, en el primer peruano en la historia en ganar la Copa Sudamericana con un club extranjero. Marcó 3 goles en 7 partidos.
Ganó el campeonato nacional anotando 5 goles en 15 partidos jugados, la mayor parte de sus goles lo hizo al término del torneo. Decidió no renovar con el club ecuatoriano después de enterarse de que el DT Zubeldía no continuaría y corriera el riesgo de no jugar de titular más.

### Club Deportivo Universidad César Vallejo (2024)
Cuando se pensaba que no jugaría en su país, quedando pocos días del mercado de pase para ficharlo, luego de idas y vueltas llegó a un acuerdo con el club, firmando por 2 temporadas, con una cláusula de salida si le llegase una oferta del extranjero interesante para el jugador. La UCV hizo pública su incorporación al equipo mediante un post el 2 de febrero de 2024.
Debido a que no se incorporó al club el día fijado, se rumoreaba que se había arrepentido de jugar en Trujillo, pero el mismo jugador dio a conocer que estaba siendo extorsionado y que esa sería la real razón para no pisar suelo trujillano. Aunque en un principio se sospechaba que todo sería una estrategia de Guerrero para firmar por Alianza Lima, por ello la directiva del club le dio un plazo para resolver el contrato hasta el martes 20 de febrero.
Cuando nadie pensaba que viajaría por haberse negado a hacerlo en varias ocasiones, Paolo llegó a Lima el día pactado, luego de subir a su camioneta, un reportero de latina se acercó a su ventana a preguntarle sobre cual sería su postura  a lo que Guerrero declaraba diciendo "Vengo a Conversar" se podía deducir que jugaría finalmente, evitando así una demanda legal por parte del club donde se estimaba que pagaría una indemnización de $ 1 200 000.
Finalmente llegaron a un acuerdo tras 3 días de reuniones, donde aceptó jugar en UCV pero hubo nuevos detalles, el salario pasó de $120 000 a $130 000 aprox. mensualmente y se redujo el tiempo del contrato de 2 a 1 año.
Debutó en el futbol profesional de su país el 2 de marzo anotando a los 2 minutos de empezado el partido. El 7 de marzo clasificó a la fase de grupos de la Copa Sudamericana 2024 derrotando 2 a 0 al conjunto de Sport Huancayo, en aquel encuentro se le anuló un gol muy dudoso.
En la primera fecha del torneo clausura, Paolo se negó a jugar contra Alianza Lima, indicando que tenía un acuerdo previo con Ríchard Acuña para su desvinculación. Tras varias idas y vueltas, y luego de no llegar a un acuerdo con el club, presentó una solicitud de fenecimiento de contrato en la Cámara de DIsputas de la Federación Peruana de Fútbol y, tras escuchar al jugador y al club, la FPF decidió dar por aprobada la solicitud el 22 de agosto de 2024, quedando libre para poder jugar por otro equipo peruano en el torneo clausura.
Finalmente el club perdería la categoría, con lo que Paolo Guerrero sube a 2 su cantidad de descensos como profesional.

### Alianza Lima (2024)
Tras veintidós años, Paolo Guerrero volvió a fichar por Alianza Lima. El 28 de agosto, el club inició una campaña de intriga, y al día siguiente publicó un video promocional anunciando la presentación de un nuevo jugador bajo el lema «donde todo comenzó», en clara referencia a la formación de Paolo Guerrero en el club. La presentación oficial de Paolo se llevó a cabo el 1 de septiembre de 2024 en el Estadio Alejandro Villanueva, en un evento abierto al público

## Selección nacional
Antes de emigrar a Alemania, Guerrero jugó por su selección en categorías menores, ganando así los Juegos Bolivarianos en Ecuador (2001) y participando en el Preolímpico Sub-23 Chile 2004, donde anotó 3 goles en 4 partidos. Sin embargo, no fue considerado por Paulo Autuori para disputar la Copa América 2004. A los 20 años hizo su debut en la selección mayor jugando ante Bolivia en La Paz. De ahí en adelante, su participación con la selección fue continua. Su primer gol lo marcó en Lima ante Chile por las Eliminatorias a Alemania 2006 (2-1).
Participó en la Copa América 2007 donde Perú llegó a cuartos de final, siendo considerado el mejor jugador de la selección. Anotó un gol (su primero en Copas América) en el debut ante Uruguay, en donde el seleccionado blanquirrojo debutó ganando por 3-0.
En septiembre de 2009 se lesionó de gravedad en un encuentro de eliminatorias frente a Venezuela. Posteriormente, en octubre fue operado de los meniscos de la rodilla izquierda (y no del ligamento cruzado anterior, como se había especulado). Volvió a disputar un encuentro profesional el 28 de marzo del 2010, tras más de seis meses y medio de para.

### Bronce en Argentina 2011
En julio de 2011, participó con la selección peruana en la Copa América celebrada en Argentina, donde Guerrero jugó cinco partidos y anotando igual número de tantos: uno a Uruguay, uno a México y tres a Venezuela.
Debutó en la Copa América 2011 en el primer partido contra Uruguay por la fase de grupos, Guerrero pondría el 1-0 momentáneo a favor de Perú luego de recibir un pase largo de 40 metros, eludiendo con tranquilidad al arquero Uruguayo Fernando Muslera y anotando el tanto para el conjunto blanquirrojo. El partido finalizaría con un empate (1-1) entre ambas selecciones.
Luego, Perú enfrentó a México, partido en el cual Guerrero anotaría el único gol de todo el partido, dándole la victoria a Perú con un marcador de 1-0 a favor del equipo peruanoy clasificando así, anticipadamente a cuartos de final gracias a la victoria de Colombia sobre Bolivia en el Grupo A. Al tener la clasificación asegurada, el técnico Sergio Markarian decidió darle un descanso a la mayoría de futbolistas titulares y poner una alineación alternativa para enfrentar a Chile en el último partido por la fase de grupos, esto afectaría a Guerrero quien no jugaría aquel partido. En los cuartos de final, Perú se enfrentaría a la selección Colombiana, partido en el cual Guerrero dio una asistencia de gol a Juan Manuel Vargas para decretar el 2-0 final a favor del conjunto peruano, clasificando así a la Semifinal. En la Semifinal, Guerrero no pudo hacer nada para evitar la derrota de Perú frente a Uruguay, con un marcador de 2-0 a favor del conjunto Charrúa, la selección Peruana quedaría eliminada y solo podría jugar el partido por el tercer lugar de la Copa América.
En el último partido por el tercer lugar, Perú se enfrentó a Venezuela, partido en el cual Guerrero brillaría al anotar un triplete. El primer gol del partido sería a favor de Perú, tras una jugada de contragolpe iniciada por Paolo Guerrero que terminará en un gol del futbolista Peruano William Chiroque. El primer gol de Guerrero llegaría después de la expulsión del futbolista Venezolano Tomás Rincón, donde Guerrero pondría el 2-0 momentáneo a favor de la selección Peruana, sin embargo la selección Venezolana descontaría en el marcador con 1 gol. A falta de un 1 minuto para que finalice el tiempo reglamentario, Guerrero anotaría su segundo gol en el partido. En el tiempo de descuento, Guerrero volvería a anotar otro gol, logrando así que el marcador finalice 4-1 a favor de Perú, decretando la goleada.
Perú finalizó en tercer lugar y Guerrero fue elegido en dos ocasiones "mejor jugador del partido", en los encuentros disputados ante Uruguay en la fase de grupos y ante Venezuela en el partido por el tercer puesto. Sus cinco goles lo convirtieron en el máximo goleador de la Copa América, distinción que ningún futbolista Peruano lograba obtener desde hace 72 años. Además, fue nombrado en el equipo ideal de la Copa América por la mayoría de expertos y agencias deportivas.
En las eliminatorias rumbo a Brasil 2014 fue uno de los jugadores más importantes para la selección peruana, en el primer partido de las eliminatorias ante Paraguay el 11 de octubre de 2011 marcó un doblete, luego en la 6.ª fecha le marcó un gol a Uruguay.

### Bronce en Chile 2015
Llegado el nuevo DT Ricardo Gareca, con solo 2 partidos de preparación previos, la selección Peruana participaría en la Copa América celebrada en Chile, Paolo Guerrero jugaría 6 partidos anotando 4 goles: 3 a Bolivia y 1 a Paraguay.
En la Copa América Chile 2015 destacó como uno de los pilares del combinado peruano, junto a Jefferson Farfán y Carlos Augusto Zambrano. Tras una discreta actuación en fase de grupos, Paolo Guerrero anotaría sus primeros goles en el partido por cuartos de final ante Bolivia, su primer gol llegaría al minuto 20 luego de un remate de cabeza, su segundo gol llegó solo 2 minutos después del primero, finalmente anotaría un triplete luego de que anotara un tercer gol a los 73 minutos del segundo tiempo gracias a un error de la defensa boliviana, Marcelo Martins anotó 1 gol a los 83 minutos decretando así el resultado final, el cual fue 3-1 a favor de Perú. En semifinales, Perú perdería ante Chile 2-1 con un segundo gol sureño a partir de que él perdiera una pelota en salida, así quedando eliminado y solo le quedaría jugar el partido por el tercer lugar. En el partido por el tercer lugar, la selección Peruana se enfrentó ante su similar de Paraguay. En este partido, Paolo Guerrero, se reivindicaría anotando el segundo gol de Perú, para que el partido termine con un resultado de 2-0 a favor de la Blanquirroja y ganando así la medalla de Bronce.
Perú finalizó en tercer lugar por segunda vez consecutiva y Guerrero fue elegido en tres ocasiones como "mejor jugador del partido", en los partidos disputados ante Venezuela en la fase de grupos, Bolivia en los cuartos de final y ante Paraguay en el partido por el tercer lugar. Sus 4 goles lo convirtieron, junto al Chileno Eduardo Vargas, en el máximo goleador de la Copa América 2015, siendo incluido en el equipo ideal de la Copa América.

### Copa América Estados Unidos 2016
En la Copa América Centenario Perú inicio su camino en el torneo enfrentando a Haití, en aquel encuentro Paolo marcaría el gol del triunfo en el minuto 61, llegando de esta manera a los 11 goles por Copa América y su gol 27 en la selección convirtiéndose en el máximo artillero superando por fin la vieja marca impuesta por el "Nene".

### Eliminatorias del Mundial Rusia 2018
En la segunda fecha de las Eliminatorias, Perú se enfrentó de local a Chile. Guerrero se hizo presente con un gol a los minutos finales del partido, anotando el último gol de Perú en la derrota 3-4 de la Selección Peruana frente a Chile.
El 24 de marzo de 2016 en Lima, Perú se enfrentaba a Venezuela por las eliminatorias rumbo a Rusia 2018. Cuando el encuentro iba 0-2 a favor de la vinotinto, Paolo anotó el descuento a través de la habilitación del recién ingresado Ruidíaz, con esto Guerrero igualó la marca de los 26 goles de Teófilo Cubillas convirtiéndose en el máximo goleador de su selección igualando la marca del "Nene" después de 34 años.
En la fecha 9, Guerrero anotó un gol en el partido de Perú contra Argentina, aguantando la marca de Ramiro Funes Mori y poniendo así el 1-1 temporal. A los 78 minutos, Gonzalo Higuan anotó un gol que le daría una ventaja a Argentina, sin embargo, a los 82 minutos Guerrero sufrió una falta dentro del área rival, dándole así, un penal a favor de Selección Peruana. Christian Cueva convertiría el penal en gol y el resultado finalizó en un empate 2-2.
En la fecha 13 de las eliminatorias, Perú se enfrentó de visitante contra Venezuela. En el primer tiempo, Venezuela se impuso sobre Perú por 2-0, pero en el segundo tiempo Perú despertó y le dio la vuelta a la Vinotinto, André Carrillo anotó el primer gol de Perú a los 30 segundos del segundo tiempo, Paolo Guerrero se hizo presente en el partido al minuto 63, anotando un gol de cabeza que le dio el empate definitivo a Perú, culminando el partido con marcador 2-2.
En la fecha 14, Perú de local se enfrentó a Uruguay en un importante partido de las Eliminatorias, el primer gol del partido lo anotó el uruguayo Carlos Sánchez, pero pocos minutos después, Guerrero anotó un soberbio gol, superando la marca de Diego Godin y dándole el empate 1-1 temporal a la Selección Peruana. A los 62 minutos del segundo tiempo, Edison Flores anotó el segundo gol de Perú con una asistencia de Guerrero. El partido culminó 2-1 a favor de Perú.
En la última fecha de las Eliminatorias Mundialistas, Perú de local se jugaba la vida por la clasificación ante Colombia. El primero gol del partido lo anotó James Rodríguez al minuto 55, dándole ventaja a Colombia sobre Perú con un 1-0 temporal y dejaba afuera a Perú del Mundial, pero a los 75 minutos, Paolo Guerrero ejecutó mal un tiro libre indirecto que acabó en autogol gracias al arquero David Ospina, quien tocó el balón antes de que entrara al arco de Colombia. De esta forma, la Selección Peruana termina empatando con un marcador de 1-1, que clasificó a Colombia directo al mundial, mientras que Perú tendría que jugar el repechaje.

### Sanción antidopaje
El 3 de noviembre de 2017, se reveló que Guerrero arrojó un resultado analítico adverso en una prueba realizada por la FIFA luego de la fecha 17 de las eliminatorias en el partido decisivo contra Argentina en La Bombonera. Se identificó el metabolito de la cocaína, benzoilecgonina. De acuerdo a lo dicho por la defensa del delantero, esto se debió a la ingesta de un té con remanentes de mate de coca. Como resultado, Guerrero fue excluido de los dos partidos de repechaje en los cuales se jugaba la clasificación al mundial Rusia 2018. El 9 de diciembre del 2017, la FIFA le impuso una sanción de un año. El 20 de diciembre, luego de la apelación de sus abogados ante FIFA, la entidad redujo la sanción a seis meses contados a partir del 3 de noviembre, descartando algún consumo de droga por parte del ''Depredador''. Sin embargo, el 14 de mayo de 2018, el TAS aumentó la sanción a 14 meses, dejando al jugador sin posibilidad de jugar el Mundial de Rusia 2018. El TAS admitió que Guerrero no tuvo la intención de mejorar su rendimiento, pero dijo que fue negligente, incluso si no de manera significativa.
Tras el fallo, FIFPro anunció una «reunión urgente» con la FIFA, y declaró que la sanción de 14 meses contra Guerrero era «injusta y desproporcionada», luego de señalar que: «tanto la FIFA como el Tribunal de Arbitraje Deportivo acordaron que Guerrero no ingerió a sabiendas la sustancia y que no hubo ningún efecto de mejora del rendimiento. Por lo tanto, desafía el sentido común de que se le imponga un castigo que es tan dañino para su carrera.» El 20 de mayo de 2018, la organización internacional de futbolistas anunció que había enviado un documento a la FIFA, solicitando que se habilite a Guerrero para que pueda estar en el mundial, pero no prosperó. El presidente de la FIFA, Gianni Infantino, señaló que la sanción fue impuesta por el Tribunal de Arbitraje Deportivo (TAS), tras una apelación presentada contra la decisión de un órgano judicial de la FIFA.

### Rusia 2018

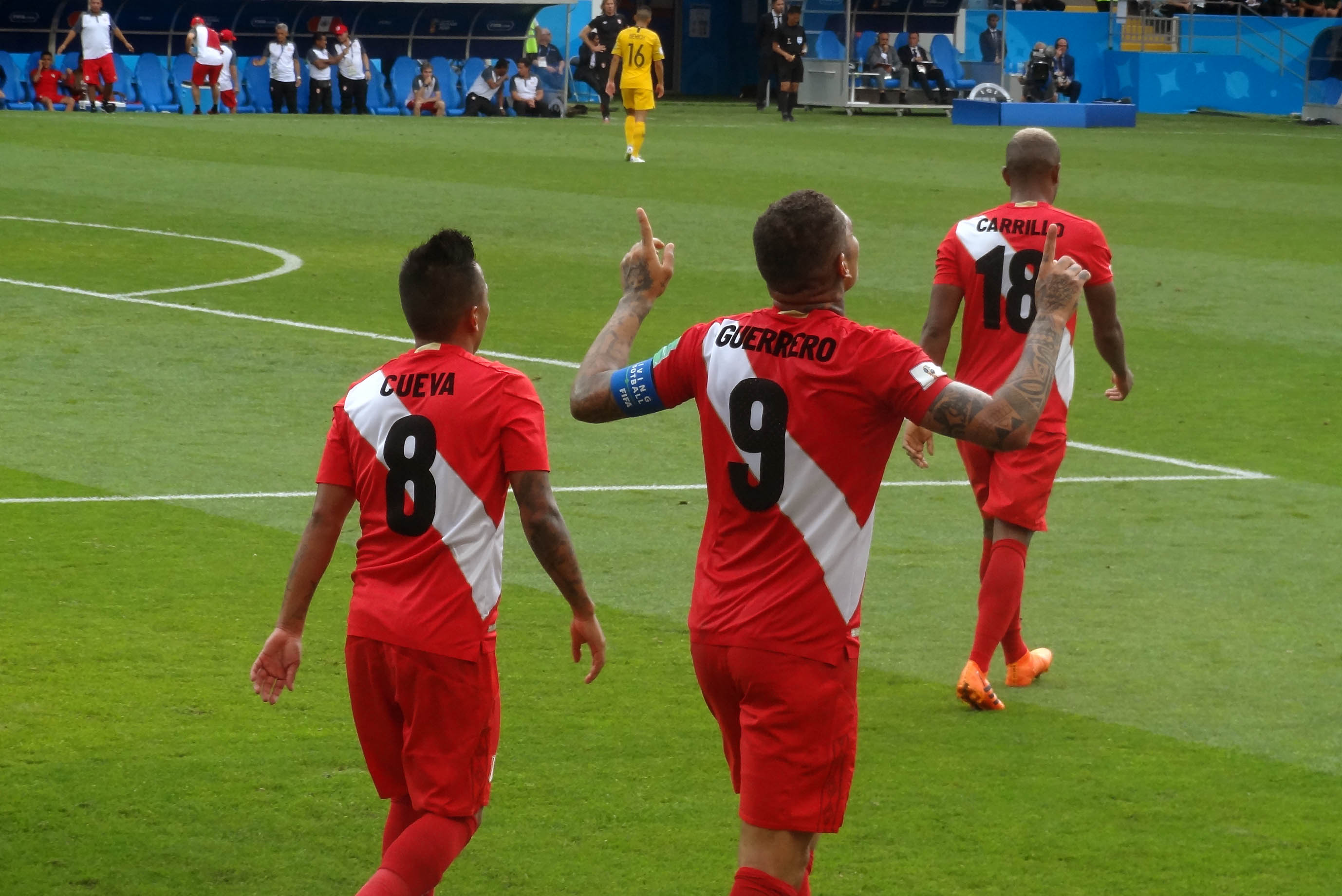
Guerrero celebrando su gol contra Australia en la Copa Mundial de la FIFA 2018.

El 31 de mayo del mismo año, luego que Guerrero presentó una medida cautelar al Tribunal Federal Suizo, la entidad concedió la suspensión provisional de la sanción impuesta por el TAS, habilitando al jugador para el mundial de Rusia 2018. Su reaparición con la selección peruana se dio el 3 de junio de 2018 en un amistoso contra Arabia Saudita, partido que ganó Perú por 3-0 con doblete de Guerrero.
Sin embargo no arrancó las acciones ante Dinamarca por disposición del técnico Ricardo Gareca, y no se logró revertir el resultado en contra. Fue titular en el segundo partido, con Francia, pero su actuación fue discreta, un error suyo en salida ocasionó el gol de les bleus. En el último partido, con la selección ya eliminada, hizo una asistencia de gol a André Carrillo y anotó su único gol en los mundiales ante la selección de Australia, el partido culminó 2 a 0 a favor de Perú.

### Subcampeonato en Brasil 2019
Vencida su suspensión, vuelve a la selección peruana el 5 de junio de 2019 ante Costa Rica ante una ovación de la gente en un partido preparatorio para la Copa América 2019 a disputarse en Brasil.
Ya en la Copa América, Perú iniciaría su participación enfrentándose a la selección Venezolana, partido que finalizaría con un empate 0-0 en donde Guerrero sería elegido como el mejor jugador del partido. En el segundo partido por la fase de grupos, la selección Peruana se enfrentó a Bolivia, el marcador lo abriría el futbolista boliviano Marcelo Martins con un gol de penal, pero antes de acabar el primer tiempo, Guerrero pondría el 1-1 temporal con un gol, superando con un auto-pase al arquero Boliviano Carlos Lampe y dejando por los suelos al defensa Adrian Jusino en su intento por evitar el gol del peruano, el partido finalizaría con un resultado de 3-1 a favor de Perú en donde Guerrero sería elegido como el mejor jugador del partido. En el último partido de Perú en la fase de grupos, Brasil superaría a la Blanquirroja con un contundente 5-0. Con estos resultados la selección peruana clasificaría a los cuartos de final como el mejor tercero. En los cuartos de final, la selección clasificaría a semifinales tras eliminar a su similar de Uruguay en la tanda de penales, siendo Guerrero el primer jugador de Perú en anotar desde los 12 pasos, en la siguiente etapa se enfrentaría a Chile en una nueva edición del Clásico del Pacífico, partido en el cual la Blanquirroja superaría a Chile con una contundente goleada de 3-0, en este partido Guerrero anotaría el tercer gol de Perú en el tiempo complementario, clasificando así, a una final continental después de 44 años.
En el partido final de la Copa América, Perú se enfrentó a Brasil. El marcador lo abrió el Brasileño Everton, sin embargo, Guerrero pondría el empate al anotar un gol de penal, rompiendo la racha del arquero Brasileño Alisson Becker, pero pocos minutos después, Roberto Firmino anotaría el segundo gol de Brasil. En los últimos minutos del partido, Richarlison anotaría de penal el tercer gol de Brasil. El partido finalizaría 3-1 a favor de Brasil. Guerrero subió al podio para recibir la Copa Bolivia, copa hecha para el subcampeón.
Guerrero se convirtió, junto a Everton, en el goleador de la Copa América 2019, con 3 goles: 1 a Bolivia, 1 a Chile y 1 a Brasil, alcanzando el récord del futbolista Uruguayo Pedro Petrone, al ser el futbolista que más veces fue goleador en la Copa América (3 veces en total), y también fue incluido en el once ideal de la copa, ganando 2 veces a, mejor jugador del partido.
Fue 2 veces elegido como el mejor jugador del partido, contra Venezuela y contra Bolivia, ambos en la fase de grupos. 

"A Paolo lo pongo delante de mí"
Teófilo Cubillas, 2019

### Eliminatorias a Catar 2022
Tuvo una participación breve y opaca en la que no consiguió hacerse presente en el marcador en los 5 partidos que disputó, siendo reemplazado finalmente por Gianluca Lapadula. Este jugador se convertiría en uno de los principales rostros en lo que quedaba del proceso eliminatorio que culminaría en la clasificación al repechaje. Sin embargo, aunque Paolo no perdió la esperanza de formar parte del mismo, no se encontraba en condiciones físicas ni futbolísticas, por lo que no sería considerado para este importante juego.

### Copa América Estados Unidos 2024
Jugó los 3 partidos, 2 como suplente y 1 como titular. Sin embargo no marcó goles y Perú quedó eliminando en fase de grupos.

### Eliminatorias Rumbo a Norteamérica 2026
Disputó los primeros 6 partidos siendo titular en todos esos, sin embargo no marcó ningún gol. Tras no ser convocado para los 4 primeros partidos del 2024, volvió ante Chile, donde casi marca 5 goles y Argentina donde perdió 1-0.

### Retiro Internacional
El 7 de enero de 2025 anunció su retiro de la Selección Peruana con 124 partidos, 40 goles y haber disputado 6 Eliminatorias, 6 Copas Américas y 1 Mundial.

### Regreso del Retiro
Paolo Guerrero fue confirmado en la convocatoria de Perú para las fechas 13 y 14 de la Eliminatoria a Norteamérica 2026 por el director técnico Óscar Ibáñez.

### Participaciones en Copas del Mundo
| Mundial           | Sede  | Resultado      | Partidos | Goles | Asist. | Prom. |
| ----------------- | ----- | -------------- | -------- | ----- | ------ | ----- |
| Copa Mundial 2018 | Rusia | Fase de grupos | 3        | 1     | 1      | 0,33  |
| Total             | Total | Total          | 3        | 1     | 1      | 0,33  |

### Participaciones en Copas América
| Torneo                  | Sede           | Resultado        | Partidos | Goles | Asist. | Prom. |
| ----------------------- | -------------- | ---------------- | -------- | ----- | ------ | ----- |
| Copa América 2007       | Venezuela      | Cuartos de final | 4        | 1     | 0      | 0,25  |
| Copa América 2011       | Argentina      | Tercer lugar     | 5        | 5     | 2      | 1,00  |
| Copa América 2015       | Chile          | Tercer lugar     | 6        | 4     | 0      | 0,66  |
| Copa América Centenario | Estados Unidos | Cuartos de final | 4        | 1     | 2      | 0,25  |
| Copa América 2019       | Brasil         | Subcampeón       | 6        | 3     | 1      | 0,50  |
| Copa América 2024       | Estados Unidos | Fase de grupos   | 3        | 0     | 0      | 0,00  |
| Total                   | Total          | Total            | 28       | 14    | 5      | 0,50  |

### Participaciones en Clasificatorias a Copas del Mundo
| Eliminatorias                 | Selección | Resultado  | Partidos | Goles | Asistencias | Promedio |
| ----------------------------- | --------- | ---------- | -------- | ----- | ----------- | -------- |
| Eliminatorias Mundial de 2006 | Perú      | 9.º lugar  | 8        | 2     | 1           | 0,25     |
| Eliminatorias Mundial de 2010 | Perú      | 10.º lugar | 5        | 0     | 0           | 0,00     |
| Eliminatorias Mundial de 2014 | Perú      | 7.º lugar  | 13       | 3     | 0           | 0,23     |
| Eliminatorias Mundial de 2018 | Perú      | 5.º lugar  | 17       | 5     | 3           | 0,29     |
| Eliminatorias Mundial de 2022 | Perú      | 5.º lugar  | 5        | 0     | 1           | 0,00     |
| Eliminatorias Mundial de 2026 | Perú      | En disputa | 7        | 1     | 0           | 0,00     |
| Total                         | Total     | Total      | 55       | 11    | 5           | 0,20     |

### Partidos con la selección absoluta
| \| PJ \| Fecha \| Ciudad \| Local \| Resultado \| Visitante \| Competición \| \| --- \| ---------- \| ----------------- \| ----------------- \| --------- \| -------------------- \| -------------------------- \| \| 1 \| 09-10-2004 \| La Paz \| Bolivia \| 1:0 \| Perú \| Eliminatorias Mundial 2006 \| \| 2 \| 13-10-2004 \| Asunción \| Paraguay \| 1:1 \| Perú \| Eliminatorias Mundial 2006 \| \| 3 \| 18-11-2004 \| Lima \| Perú \| 2:1 \| Chile \| Eliminatorias Mundial 2006 \| \| 4 \| 30-03-2005 \| Lima \| Perú \| 2:2 \| Ecuador \| Eliminatorias Mundial 2006 \| \| 5 \| 04-06-2005 \| Barranquilla \| Colombia \| 5:0 \| Perú \| Eliminatorias Mundial 2006 \| \| 6 \| 07-08-2005 \| Lima \| Perú \| 0:0 \| Uruguay \| Eliminatorias Mundial 2006 \| \| 7 \| 17-08-2005 \| Tacna \| Perú \| 3:1 \| Chile \| Amistoso \| \| 8 \| 03-09-2005 \| Maracaibo \| Venezuela \| 4:1 \| Perú \| Eliminatorias Mundial 2006 \| \| 9 \| 09-10-2005 \| Buenos Aires \| Argentina \| 2:0 \| Perú \| Eliminatorias Mundial 2006 \| \| 10 \| 08-09-2006 \| East Rutherford \| Ecuador \| 2:2 \| Perú \| Amistoso \| \| 11 \| 07-10-2006 \| Viña del Mar \| Chile \| 3:2 \| Perú \| Amistoso \| \| 12 \| 11-10-2006 \| Tacna \| Perú \| 0:1 \| Chile \| Amistoso \| \| 13 \| 03-06-2007 \| Madrid \| Perú \| 2:2 \| Ecuador \| Amistoso \| \| 14 \| 06-06-2007 \| Barcelona \| Ecuador \| 2:0 \| Perú \| Amistoso \| \| 15 \| 26-06-2007 \| Mérida \| Uruguay \| 0:3 \| Perú \| Copa América 2007 \| \| 16 \| 30-06-2007 \| San Cristóbal \| Venezuela \| 2:0 \| Perú \| Copa América 2007 \| \| 17 \| 03-07-2007 \| Mérida \| Perú \| 2:2 \| Bolivia \| Copa América 2007 \| \| 18 \| 08-07-2007 \| Barquisimeto \| Argentina \| 4:0 \| Perú \| Copa América 2007 \| \| 19 \| 09-09-2007 \| Lima \| Perú \| 2:2 \| Colombia \| Amistoso \| \| 20 \| 12-09-2007 \| Lima \| Perú \| 2:0 \| Bolivia \| Amistoso \| \| 21 \| 18-11-2007 \| Lima \| Perú \| 1:1 \| Brasil \| Eliminatorias Mundial 2010 \| \| 22 \| 31-05-2008 \| Huelva \| España \| 2:1 \| Perú \| Amistoso \| \| 23 \| 09-06-2008 \| Bridgeview \| México \| 4:0 \| Perú \| Amistoso \| \| 24 \| 15-06-2008 \| Lima \| Perú \| 1:1 \| Colombia \| Eliminatorias Mundial 2010 \| \| 25 \| 17-06-2008 \| Montevideo \| Uruguay \| 6:0 \| Perú \| Eliminatorias Mundial 2010 \| \| 26 \| 07-06-2009 \| Lima \| Perú \| 1:2 \| Ecuador \| Eliminatorias Mundial 2010 \| \| 27 \| 10-06-2009 \| Medellín \| Colombia \| 1:0 \| Perú \| Eliminatorias Mundial 2010 \| \| 28 \| 09-09-2009 \| Puerto la Cruz \| Venezuela \| 3:1 \| Perú \| Eliminatorias Mundial 2010 \| \| 29 \| 29-03-2011 \| Den Haag \| Perú \| 0:0 \| Ecuador \| Amistoso \| \| 30 \| 29-06-2011 \| Lima \| Perú \| 1:0 \| Senegal \| Amistoso \| \| 31 \| 04-07-2011 \| San Juan \| Uruguay \| 1:1 \| Perú \| Copa América 2011 \| \| 32 \| 12-07-2011 \| Mendoza \| México \| 0:1 \| Perú \| Copa América 2011 \| \| 33 \| 16-07-2011 \| Córdoba \| Colombia \| 0:2 \| Perú \| Copa América 2011 \| \| 34 \| 19-07-2011 \| La Plata \| Perú \| 0:2 \| Uruguay \| Copa América 2011 \| \| 35 \| 23-07-2011 \| La Plata \| Perú \| 4:1 \| Venezuela \| Copa América 2011 \| \| 36 \| 07-10-2011 \| Lima \| Perú \| 2:0 \| Paraguay \| Eliminatorias Mundial 2014 \| \| 37 \| 11-10-2011 \| Santiago \| Chile \| 4:2 \| Perú \| Eliminatorias Mundial 2014 \| \| 38 \| 15-11-2011 \| Quito \| Ecuador \| 2:0 \| Perú \| Eliminatorias Mundial 2014 \| \| 39 \| 28-02-2012 \| Tunis \| Túnez \| 1:1 \| Perú \| Amistoso \| \| 40 \| 24-05-2012 \| Lima \| Perú \| 1:0 \| Nigeria \| Amistoso \| \| 41 \| 03-06-2012 \| Lima \| Perú \| 0:1 \| Colombia \| Eliminatorias Mundial 2014 \| \| 42 \| 10-06-2012 \| Montevideo \| Uruguay \| 4:2 \| Perú \| Eliminatorias Mundial 2014 \| \| 43 \| 15-08-2012 \| San José \| Costa Rica \| 0:1 \| Perú \| Amistoso \| \| 43 \| 07-09-2012 \| Lima \| Perú \| 2:1 \| Venezuela \| Eliminatorias Mundial 2014 \| \| 44 \| 11-09-2012 \| Lima \| Perú \| 1:1 \| Argentina \| Eliminatorias Mundial 2014 \| \| 45 \| 16-10-2012 \| Asunción \| Paraguay \| 1:0 \| Perú \| Eliminatorias Mundial 2014 \| \| 46 \| 07-02-2013 \| Couva \| Trinidad y Tobago \| 0:2 \| Perú \| Amistoso \| \| 47 \| 07-06-2013 \| Lima \| Perú \| 1:0 \| Ecuador \| Eliminatorias Mundial 2014 \| \| 48 \| 11-06-2013 \| Barranquilla \| Colombia \| 2:0 \| Perú \| Eliminatorias Mundial 2014 \| \| 49 \| 14-08-2013 \| Suwon \| Corea del Sur \| 0:0 \| Perú \| Amistoso \| \| 50 \| 06-09-2013 \| Lima \| Perú \| 1:2 \| Uruguay \| Eliminatorias Mundial 2014 \| \| 51 \| 10-09-2013 \| Puerto la Cruz \| Venezuela \| 3:2 \| Perú \| Eliminatorias Mundial 2014 \| \| 52 \| 04-09-2014 \| Dubái \| Irak \| 0:2 \| Perú \| Amistoso \| \| 53 \| 09-09-2014 \| Doha \| Catar \| 0:2 \| Perú \| Amistoso \| \| 54 \| 10-10-2014 \| Valparaíso \| Chile \| 3:0 \| Perú \| Amistoso \| \| 55 \| 14-11-2014 \| Luque \| Paraguay \| 2:1 \| Perú \| Amistoso \| \| 55 \| 18-11-2014 \| Lima \| Perú \| 2:1 \| Paraguay \| Amistoso \| \| 56 \| 03-06-2015 \| Lima \| Perú \| 1:1 \| México \| Amistoso \| \| 57 \| 14-06-2015 \| Temuco \| Brasil \| 2:1 \| Perú \| Copa América 2015 \| \| 58 \| 18-06-2015 \| Valparaíso \| Perú \| 1:0 \| Venezuela \| Copa América 2015 \| \| 59 \| 21-06-2015 \| Temuco \| Colombia \| 0:0 \| Perú \| Copa América 2015 \| \| 60 \| 25-06-2015 \| Temuco \| Bolivia \| 1:3 \| Perú \| Copa América 2015 \| \| 61 \| 29-06-2015 \| Santiago \| Chile \| 2:1 \| Perú \| Copa América 2015 \| \| 62 \| 03-07-2015 \| Concepción \| Perú \| 2:0 \| Paraguay \| Copa América 2015 \| \| 63 \| 08-10-2015 \| Barranquilla \| Colombia \| 2:0 \| Perú \| Eliminatorias Mundial 2018 \| \| 64 \| 13-10-2015 \| Lima \| Perú \| 3:4 \| Chile \| Eliminatorias Mundial 2018 \| \| 65 \| 13-11-2015 \| Lima \| Perú \| 1:0 \| Paraguay \| Eliminatorias Mundial 2018 \| \| 66 \| 17-11-2015 \| Salvador de Bahía \| Brasil \| 3:0 \| Perú \| Eliminatorias Mundial 2018 \| \| 67 \| 24-03-2016 \| Lima \| Perú \| 2:2 \| Venezuela \| Eliminatorias Mundial 2018 \| \| 68 \| 29-03-2016 \| Montevideo \| Uruguay \| 1:0 \| Perú \| Eliminatorias Mundial 2018 \| \| 69 \| 04-06-2016 \| Seattle \| Haití \| 0:1 \| Perú \| Copa América Centenario \| \| 70 \| 08-06-2016 \| Phoenix \| Ecuador \| 2:2 \| Perú \| Copa América Centenario \| \| 71 \| 12-06-2016 \| Foxborough \| Brasil \| 0:1 \| Perú \| Copa América Centenario \| \| 72 \| 17-06-2016 \| East Rutherford \| Perú \| 0 (2:4) 0 \| Colombia \| Copa América Centenario \| \| 73 \| 01-09-2016 \| La Paz \| Bolivia \| 0:3 \| Perú \| Eliminatorias Mundial 2018 \| \| 74 \| 06-09-2016 \| Lima \| Perú \| 2:1 \| Ecuador \| Eliminatorias Mundial 2018 \| \| 75 \| 06-10-2016 \| Lima \| Perú \| 2:2 \| Argentina \| Eliminatorias Mundial 2018 \| \| 76 \| 11-10-2016 \| Santiago \| Chile \| 2:1 \| Perú \| Eliminatorias Mundial 2018 \| \| 77 \| 10-11-2016 \| Asunción \| Paraguay \| 1:4 \| Perú \| Eliminatorias Mundial 2018 \| \| 78 \| 15-11-2016 \| Lima \| Perú \| 0:2 \| Brasil \| Eliminatorias Mundial 2018 \| \| 79 \| 23-03-2017 \| Maturin \| Venezuela \| 2:2 \| Perú \| Eliminatorias Mundial 2018 \| \| 80 \| 28-03-2017 \| Lima \| Perú \| 2:1 \| Uruguay \| Eliminatorias Mundial 2018 \| \| 81 \| 08-06-2017 \| Trujillo \| Perú \| 1:0 \| Paraguay \| Amistoso \| \| 82 \| 13-06-2017 \| Arequipa \| Perú \| 3:1 \| Jamaica \| Amistoso \| \| 83 \| 05-09-2017 \| Quito \| Ecuador \| 1:2 \| Perú \| Eliminatorias Mundial 2018 \| \| 84 \| 05-10-2017 \| Buenos Aires \| Argentina \| 0:0 \| Perú \| Eliminatorias Mundial 2018 \| \| 85 \| 10-10-2017 \| Lima \| Perú \| 1:1 \| Colombia \| Eliminatorias Mundial 2018 \| \| 86 \| 03-06-2018 \| San Galo \| Arabia Saudita \| 0:3 \| Perú \| Amistoso \| \| 87 \| 09-06-2018 \| Gotemburgo \| Suecia \| 0:0 \| Perú \| Amistoso \| \| 88 \| 16-06-2018 \| Saransk \| Perú \| 0:1 \| Dinamarca \| Copa Mundial 2018 \| \| 89 \| 21-06-2018 \| Ekaterimburgo \| Francia \| 1:0 \| Perú \| Copa Mundial 2018 \| \| 90 \| 26-06-2018 \| Sochi \| Australia \| 0:2 \| Perú \| Copa Mundial 2018 \| \| 91 \| 05-06-2019 \| Lima \| Perú \| 1:0 \| Costa Rica \| Amistoso \| \| 92 \| 09-06-2019 \| Lima \| Perú \| 0:3 \| Colombia \| Amistoso \| \| 93 \| 15-06-2019 \| Porto Alegre \| Venezuela \| 0:0 \| Perú \| Copa América 2019 \| \| 94 \| 18-06-2019 \| Río de Janeiro \| Bolivia \| 1:3 \| Perú \| Copa América 2019 \| \| 95 \| 22-06-2019 \| Sao Paulo \| Perú \| 0:5 \| Brasil \| Copa América 2019 \| \| 96 \| 29-06-2019 \| Salvador de Bahía \| Uruguay \| 0 (4:5) 0 \| Perú \| Copa América 2019 \| \| 97 \| 03-07-2019 \| Porto Alegre \| Chile \| 0:3 \| Perú \| Copa América 2019 \| \| 98 \| 07-07-2019 \| Río de Janeiro \| Brasil \| 3:1 \| Perú \| Copa América 2019 \| \| 99 \| 11-10-2019 \| Montevideo \| Uruguay \| 1:0 \| Perú \| Amistoso \| \| 100 \| 15-10-2019 \| Lima \| Perú \| 1:1 \| Uruguay \| Amistoso \| \| 101 \| 15-11-2019 \| Gardens \| Colombia \| 1:0 \| Perú \| Amistoso \| \| 102 \| 03-06-2021 \| Lima \| Perú \| 0:3 \| Colombia \| Eliminatorias Mundial 2022 \| \| 103 \| 08-06-2021 \| Quito \| Ecuador \| 1:2 \| Perú \| Eliminatorias Mundial 2022 \| \| 104 \| 02-09-2021 \| Lima \| Perú \| 1:1 \| Uruguay \| Eliminatorias Mundial 2022 \| \| 105 \| 05-09-2021 \| Lima \| Perú \| 1:0 \| Venezuela \| Eliminatorias Mundial 2022 \| \| 106 \| 07-10-2021 \| Lima \| Perú \| 2:0 \| Chile \| Eliminatorias Mundial 2022 \| \| 107 \| 16-06-2023 \| Busan \| Corea del Sur \| 0:1 \| Perú \| Amistoso \| \| 108 \| 20-06-2023 \| Osaka \| Japón \| 4:1 \| Perú \| Amistoso \| \| 109 \| 07-09-2026 \| Ciudad del Este \| Paraguay \| 0:0 \| Perú \| Eliminatorias Mundial 2026 \| \| 110 \| 12-09-2023 \| Lima \| Perú \| 0:1 \| Brasil \| Eliminatorias Mundial 2026 \| \| 111 \| 12-10-2023 \| Santiago \| Chile \| 2:0 \| Perú \| Eliminatorias Mundial 2026 \| \| 112 \| 17-10-2023 \| Lima \| Perú \| 0:2 \| Argentina \| Eliminatorias Mundial 2026 \| \| 113 \| 16-11-2023 \| La Paz \| Bolivia \| (2:0) \| Perú \| Eliminatorias Mundial 2026 \| \| 114 \| 21-11-2023 \| Lima \| Perú \| (1:1) \| Venezuela \| Eliminatorias Mundial 2026 \| \| 115 \| 22-03-2024 \| Lima \| Perú \| (2:0) \| Nicaragua \| Amistoso \| \| 116 \| 26-03-2024 \| Lima \| Perú \| (4:1) \| República Dominicana \| Amistoso \| \| 117 \| 07-06-2024 \| Lima \| Perú \| (0:0) \| Paraguay \| Amistoso \| \| 118 \| 14-06-2024 \| Filadelfia \| El Salvador \| (0:1) \| Perú \| Amistoso \| \| 119 \| 21-06-2024 \| Arlington \| Perú \| (0:0) \| Chile \| Copa América 2024 \| \| 120 \| 25-06-2024 \| Kansas City \| Perú \| (0:1) \| Canadá \| Copa América 2024 \| \| 121 \| 29-06-2024 \| Miami Gardens \| Argentina \| (2:0) \| Perú \| Copa América 2024 \| |            |                   |                   |           |                      |                            |
| PJ | Fecha      | Ciudad            | Local             | Resultado | Visitante            | Competición                |
| 1 | 09-10-2004 | La Paz            | Bolivia           | 1:0       | Perú                 | Eliminatorias Mundial 2006 |
| 2 | 13-10-2004 | Asunción          | Paraguay          | 1:1       | Perú                 | Eliminatorias Mundial 2006 |
| 3 | 18-11-2004 | Lima              | Perú              | 2:1       | Chile                | Eliminatorias Mundial 2006 |
| 4 | 30-03-2005 | Lima              | Perú              | 2:2       | Ecuador              | Eliminatorias Mundial 2006 |
| 5 | 04-06-2005 | Barranquilla      | Colombia          | 5:0       | Perú                 | Eliminatorias Mundial 2006 |
| 6 | 07-08-2005 | Lima              | Perú              | 0:0       | Uruguay              | Eliminatorias Mundial 2006 |
| 7 | 17-08-2005 | Tacna             | Perú              | 3:1       | Chile                | Amistoso                   |
| 8 | 03-09-2005 | Maracaibo         | Venezuela         | 4:1       | Perú                 | Eliminatorias Mundial 2006 |
| 9 | 09-10-2005 | Buenos Aires      | Argentina         | 2:0       | Perú                 | Eliminatorias Mundial 2006 |
| 10 | 08-09-2006 | East Rutherford   | Ecuador           | 2:2       | Perú                 | Amistoso                   |
| 11 | 07-10-2006 | Viña del Mar      | Chile             | 3:2       | Perú                 | Amistoso                   |
| 12 | 11-10-2006 | Tacna             | Perú              | 0:1       | Chile                | Amistoso                   |
| 13 | 03-06-2007 | Madrid            | Perú              | 2:2       | Ecuador              | Amistoso                   |
| 14 | 06-06-2007 | Barcelona         | Ecuador           | 2:0       | Perú                 | Amistoso                   |
| 15 | 26-06-2007 | Mérida            | Uruguay           | 0:3       | Perú                 | Copa América 2007          |
| 16 | 30-06-2007 | San Cristóbal     | Venezuela         | 2:0       | Perú                 | Copa América 2007          |
| 17 | 03-07-2007 | Mérida            | Perú              | 2:2       | Bolivia              | Copa América 2007          |
| 18 | 08-07-2007 | Barquisimeto      | Argentina         | 4:0       | Perú                 | Copa América 2007          |
| 19 | 09-09-2007 | Lima              | Perú              | 2:2       | Colombia             | Amistoso                   |
| 20 | 12-09-2007 | Lima              | Perú              | 2:0       | Bolivia              | Amistoso                   |
| 21 | 18-11-2007 | Lima              | Perú              | 1:1       | Brasil               | Eliminatorias Mundial 2010 |
| 22 | 31-05-2008 | Huelva            | España            | 2:1       | Perú                 | Amistoso                   |
| 23 | 09-06-2008 | Bridgeview        | México            | 4:0       | Perú                 | Amistoso                   |
| 24 | 15-06-2008 | Lima              | Perú              | 1:1       | Colombia             | Eliminatorias Mundial 2010 |
| 25 | 17-06-2008 | Montevideo        | Uruguay           | 6:0       | Perú                 | Eliminatorias Mundial 2010 |
| 26 | 07-06-2009 | Lima              | Perú              | 1:2       | Ecuador              | Eliminatorias Mundial 2010 |
| 27 | 10-06-2009 | Medellín          | Colombia          | 1:0       | Perú                 | Eliminatorias Mundial 2010 |
| 28 | 09-09-2009 | Puerto la Cruz    | Venezuela         | 3:1       | Perú                 | Eliminatorias Mundial 2010 |
| 29 | 29-03-2011 | Den Haag          | Perú              | 0:0       | Ecuador              | Amistoso                   |
| 30 | 29-06-2011 | Lima              | Perú              | 1:0       | Senegal              | Amistoso                   |
| 31 | 04-07-2011 | San Juan          | Uruguay           | 1:1       | Perú                 | Copa América 2011          |
| 32 | 12-07-2011 | Mendoza           | México            | 0:1       | Perú                 | Copa América 2011          |
| 33 | 16-07-2011 | Córdoba           | Colombia          | 0:2       | Perú                 | Copa América 2011          |
| 34 | 19-07-2011 | La Plata          | Perú              | 0:2       | Uruguay              | Copa América 2011          |
| 35 | 23-07-2011 | La Plata          | Perú              | 4:1       | Venezuela            | Copa América 2011          |
| 36 | 07-10-2011 | Lima              | Perú              | 2:0       | Paraguay             | Eliminatorias Mundial 2014 |
| 37 | 11-10-2011 | Santiago          | Chile             | 4:2       | Perú                 | Eliminatorias Mundial 2014 |
| 38 | 15-11-2011 | Quito             | Ecuador           | 2:0       | Perú                 | Eliminatorias Mundial 2014 |
| 39 | 28-02-2012 | Tunis             | Túnez             | 1:1       | Perú                 | Amistoso                   |
| 40 | 24-05-2012 | Lima              | Perú              | 1:0       | Nigeria              | Amistoso                   |
| 41 | 03-06-2012 | Lima              | Perú              | 0:1       | Colombia             | Eliminatorias Mundial 2014 |
| 42 | 10-06-2012 | Montevideo        | Uruguay           | 4:2       | Perú                 | Eliminatorias Mundial 2014 |
| 43 | 15-08-2012 | San José          | Costa Rica        | 0:1       | Perú                 | Amistoso                   |
| 43 | 07-09-2012 | Lima              | Perú              | 2:1       | Venezuela            | Eliminatorias Mundial 2014 |
| 44 | 11-09-2012 | Lima              | Perú              | 1:1       | Argentina            | Eliminatorias Mundial 2014 |
| 45 | 16-10-2012 | Asunción          | Paraguay          | 1:0       | Perú                 | Eliminatorias Mundial 2014 |
| 46 | 07-02-2013 | Couva             | Trinidad y Tobago | 0:2       | Perú                 | Amistoso                   |
| 47 | 07-06-2013 | Lima              | Perú              | 1:0       | Ecuador              | Eliminatorias Mundial 2014 |
| 48 | 11-06-2013 | Barranquilla      | Colombia          | 2:0       | Perú                 | Eliminatorias Mundial 2014 |
| 49 | 14-08-2013 | Suwon             | Corea del Sur     | 0:0       | Perú                 | Amistoso                   |
| 50 | 06-09-2013 | Lima              | Perú              | 1:2       | Uruguay              | Eliminatorias Mundial 2014 |
| 51 | 10-09-2013 | Puerto la Cruz    | Venezuela         | 3:2       | Perú                 | Eliminatorias Mundial 2014 |
| 52 | 04-09-2014 | Dubái             | Irak              | 0:2       | Perú                 | Amistoso                   |
| 53 | 09-09-2014 | Doha              | Catar             | 0:2       | Perú                 | Amistoso                   |
| 54 | 10-10-2014 | Valparaíso        | Chile             | 3:0       | Perú                 | Amistoso                   |
| 55 | 14-11-2014 | Luque             | Paraguay          | 2:1       | Perú                 | Amistoso                   |
| 55 | 18-11-2014 | Lima              | Perú              | 2:1       | Paraguay             | Amistoso                   |
| 56 | 03-06-2015 | Lima              | Perú              | 1:1       | México               | Amistoso                   |
| 57 | 14-06-2015 | Temuco            | Brasil            | 2:1       | Perú                 | Copa América 2015          |
| 58 | 18-06-2015 | Valparaíso        | Perú              | 1:0       | Venezuela            | Copa América 2015          |
| 59 | 21-06-2015 | Temuco            | Colombia          | 0:0       | Perú                 | Copa América 2015          |
| 60 | 25-06-2015 | Temuco            | Bolivia           | 1:3       | Perú                 | Copa América 2015          |
| 61 | 29-06-2015 | Santiago          | Chile             | 2:1       | Perú                 | Copa América 2015          |
| 62 | 03-07-2015 | Concepción        | Perú              | 2:0       | Paraguay             | Copa América 2015          |
| 63 | 08-10-2015 | Barranquilla      | Colombia          | 2:0       | Perú                 | Eliminatorias Mundial 2018 |
| 64 | 13-10-2015 | Lima              | Perú              | 3:4       | Chile                | Eliminatorias Mundial 2018 |
| 65 | 13-11-2015 | Lima              | Perú              | 1:0       | Paraguay             | Eliminatorias Mundial 2018 |
| 66 | 17-11-2015 | Salvador de Bahía | Brasil            | 3:0       | Perú                 | Eliminatorias Mundial 2018 |
| 67 | 24-03-2016 | Lima              | Perú              | 2:2       | Venezuela            | Eliminatorias Mundial 2018 |
| 68 | 29-03-2016 | Montevideo        | Uruguay           | 1:0       | Perú                 | Eliminatorias Mundial 2018 |
| 69 | 04-06-2016 | Seattle           | Haití             | 0:1       | Perú                 | Copa América Centenario    |
| 70 | 08-06-2016 | Phoenix           | Ecuador           | 2:2       | Perú                 | Copa América Centenario    |
| 71 | 12-06-2016 | Foxborough        | Brasil            | 0:1       | Perú                 | Copa América Centenario    |
| 72 | 17-06-2016 | East Rutherford   | Perú              | 0 (2:4) 0 | Colombia             | Copa América Centenario    |
| 73 | 01-09-2016 | La Paz            | Bolivia           | 0:3       | Perú                 | Eliminatorias Mundial 2018 |
| 74 | 06-09-2016 | Lima              | Perú              | 2:1       | Ecuador              | Eliminatorias Mundial 2018 |
| 75 | 06-10-2016 | Lima              | Perú              | 2:2       | Argentina            | Eliminatorias Mundial 2018 |
| 76 | 11-10-2016 | Santiago          | Chile             | 2:1       | Perú                 | Eliminatorias Mundial 2018 |
| 77 | 10-11-2016 | Asunción          | Paraguay          | 1:4       | Perú                 | Eliminatorias Mundial 2018 |
| 78 | 15-11-2016 | Lima              | Perú              | 0:2       | Brasil               | Eliminatorias Mundial 2018 |
| 79 | 23-03-2017 | Maturin           | Venezuela         | 2:2       | Perú                 | Eliminatorias Mundial 2018 |
| 80 | 28-03-2017 | Lima              | Perú              | 2:1       | Uruguay              | Eliminatorias Mundial 2018 |
| 81 | 08-06-2017 | Trujillo          | Perú              | 1:0       | Paraguay             | Amistoso                   |
| 82 | 13-06-2017 | Arequipa          | Perú              | 3:1       | Jamaica              | Amistoso                   |
| 83 | 05-09-2017 | Quito             | Ecuador           | 1:2       | Perú                 | Eliminatorias Mundial 2018 |
| 84 | 05-10-2017 | Buenos Aires      | Argentina         | 0:0       | Perú                 | Eliminatorias Mundial 2018 |
| 85 | 10-10-2017 | Lima              | Perú              | 1:1       | Colombia             | Eliminatorias Mundial 2018 |
| 86 | 03-06-2018 | San Galo          | Arabia Saudita    | 0:3       | Perú                 | Amistoso                   |
| 87 | 09-06-2018 | Gotemburgo        | Suecia            | 0:0       | Perú                 | Amistoso                   |
| 88 | 16-06-2018 | Saransk           | Perú              | 0:1       | Dinamarca            | Copa Mundial 2018          |
| 89 | 21-06-2018 | Ekaterimburgo     | Francia           | 1:0       | Perú                 | Copa Mundial 2018          |
| 90 | 26-06-2018 | Sochi             | Australia         | 0:2       | Perú                 | Copa Mundial 2018          |
| 91 | 05-06-2019 | Lima              | Perú              | 1:0       | Costa Rica           | Amistoso                   |
| 92 | 09-06-2019 | Lima              | Perú              | 0:3       | Colombia             | Amistoso                   |
| 93 | 15-06-2019 | Porto Alegre      | Venezuela         | 0:0       | Perú                 | Copa América 2019          |
| 94 | 18-06-2019 | Río de Janeiro    | Bolivia           | 1:3       | Perú                 | Copa América 2019          |
| 95 | 22-06-2019 | Sao Paulo         | Perú              | 0:5       | Brasil               | Copa América 2019          |
| 96 | 29-06-2019 | Salvador de Bahía | Uruguay           | 0 (4:5) 0 | Perú                 | Copa América 2019          |
| 97 | 03-07-2019 | Porto Alegre      | Chile             | 0:3       | Perú                 | Copa América 2019          |
| 98 | 07-07-2019 | Río de Janeiro    | Brasil            | 3:1       | Perú                 | Copa América 2019          |
| 99 | 11-10-2019 | Montevideo        | Uruguay           | 1:0       | Perú                 | Amistoso                   |
| 100 | 15-10-2019 | Lima              | Perú              | 1:1       | Uruguay              | Amistoso                   |
| 101 | 15-11-2019 | Gardens           | Colombia          | 1:0       | Perú                 | Amistoso                   |
| 102 | 03-06-2021 | Lima              | Perú              | 0:3       | Colombia             | Eliminatorias Mundial 2022 |
| 103 | 08-06-2021 | Quito             | Ecuador           | 1:2       | Perú                 | Eliminatorias Mundial 2022 |
| 104 | 02-09-2021 | Lima              | Perú              | 1:1       | Uruguay              | Eliminatorias Mundial 2022 |
| 105 | 05-09-2021 | Lima              | Perú              | 1:0       | Venezuela            | Eliminatorias Mundial 2022 |
| 106 | 07-10-2021 | Lima              | Perú              | 2:0       | Chile                | Eliminatorias Mundial 2022 |
| 107 | 16-06-2023 | Busan             | Corea del Sur     | 0:1       | Perú                 | Amistoso                   |
| 108 | 20-06-2023 | Osaka             | Japón             | 4:1       | Perú                 | Amistoso                   |
| 109 | 07-09-2026 | Ciudad del Este   | Paraguay          | 0:0       | Perú                 | Eliminatorias Mundial 2026 |
| 110 | 12-09-2023 | Lima              | Perú              | 0:1       | Brasil               | Eliminatorias Mundial 2026 |
| 111 | 12-10-2023 | Santiago          | Chile             | 2:0       | Perú                 | Eliminatorias Mundial 2026 |
| 112 | 17-10-2023 | Lima              | Perú              | 0:2       | Argentina            | Eliminatorias Mundial 2026 |
| 113 | 16-11-2023 | La Paz            | Bolivia           | (2:0)     | Perú                 | Eliminatorias Mundial 2026 |
| 114 | 21-11-2023 | Lima              | Perú              | (1:1)     | Venezuela            | Eliminatorias Mundial 2026 |
| 115 | 22-03-2024 | Lima              | Perú              | (2:0)     | Nicaragua            | Amistoso                   |
| 116 | 26-03-2024 | Lima              | Perú              | (4:1)     | República Dominicana | Amistoso                   |
| 117 | 07-06-2024 | Lima              | Perú              | (0:0)     | Paraguay             | Amistoso                   |
| 118 | 14-06-2024 | Filadelfia        | El Salvador       | (0:1)     | Perú                 | Amistoso                   |
| 119 | 21-06-2024 | Arlington         | Perú              | (0:0)     | Chile                | Copa América 2024          |
| 120 | 25-06-2024 | Kansas City       | Perú              | (0:1)     | Canadá               | Copa América 2024          |
| 121 | 29-06-2024 | Miami Gardens     | Argentina         | (2:0)     | Perú                 | Copa América 2024          |

### Goles internacionales
| #   | Fecha      | Ciudad         | Oponente             | Marcador | Competencia                | Goles |
| --- | ---------- | -------------- | -------------------- | -------- | -------------------------- | ----- |
| 1.  | 18-11-2004 | Lima           | Chile                | 2–1      | Eliminatorias Mundial 2006 |       |
| 2.  | 30-03-2005 | Lima           | Ecuador              | 2–2      | Eliminatorias Mundial 2006 |       |
| 3.  | 17-08-2005 | Tacna          | Chile                | 3–1      | Amistoso                   |       |
| 4.  | 08-09-2006 | Nueva Jersey   | Ecuador              | 1–1      | Amistoso                   |       |
| 5.  | 07-10-2006 | Viña del Mar   | Chile                | 3–2      | Amistoso                   |       |
| 6.  | 26-06-2007 | Mérida         | Uruguay              | 0–3      | Copa América 2007          |       |
| 8.  | 09-09-2007 | Lima           | Colombia             | 2–2      | Amistoso                   |       |
| 9.  | 12-09-2007 | Lima           | Bolivia              | 2–0      | Amistoso                   |       |
| 10. | 29-06-2011 | Lima           | Senegal              | 1–0      | Amistoso                   |       |
| 11. | 05-07-2011 | San Juan       | Uruguay              | 1–1      | Copa América 2011          |       |
| 12. | 09-07-2011 | Mendoza        | México               | 1–0      | Copa América 2011          |       |
| 15. | 23-07-2011 | La Plata       | Venezuela            | 4–1      | Copa América 2011          |       |
| 17. | 08-10-2011 | Lima           | Paraguay             | 2–0      | Eliminatorias Mundial 2014 |       |
| 18. | 24-05-2012 | Lima           | Nigeria              | 1–0      | Amistoso                   |       |
| 19. | 10-06-2012 | Montevideo     | Uruguay              | 4–2      | Eliminatorias Mundial 2014 |       |
| 20. | 09-09-2014 | Doha           | Catar                | 0–2      | Amistoso                   |       |
| 21. | 15-11-2014 | Luque          | Paraguay             | 2–1      | Amistoso                   |       |
| 24. | 26-06-2015 | Temuco         | Bolivia              | 1–3      | Copa América 2015          |       |
| 25. | 04-07-2015 | Concepción     | Paraguay             | 2–0      | Copa América 2015          |       |
| 26. | 14-10-2015 | Lima           | Chile                | 3–4      | Eliminatorias Mundial 2018 |       |
| 27. | 25-03-2016 | Lima           | Venezuela            | 2–2      | Eliminatorias Mundial 2018 |       |
| 28. | 05-06-2016 | Seattle        | Haití                | 1–0      | Copa América Centenario    |       |
| 29. | 07-10-2016 | Lima           | Argentina            | 2–2      | Eliminatorias Mundial 2018 |       |
| 30. | 24-03-2017 | Maturín        | Venezuela            | 2–2      | Eliminatorias Mundial 2018 |       |
| 31. | 29-03-2017 | Lima           | Uruguay              | 2–1      | Eliminatorias Mundial 2018 |       |
| 32. | 08-06-2017 | Trujillo       | Paraguay             | 1–0      | Amistoso                   |       |
| 33. | 14-06-2017 | Arequipa       | Jamaica              | 3–1      | Amistoso                   |       |
| 35. | 03-06-2018 | San Galo       | Arabia Saudita       | 3–0      | Amistoso                   |       |
| 36. | 26-06-2018 | Sochi          | Australia            | 2–0      | Copa Mundial 2018          |       |
| 37. | 18-06-2019 | Río de Janeiro | Bolivia              | 3–1      | Copa América 2019          |       |
| 38. | 04-07-2019 | Porto Alegre   | Chile                | 3–0      | Copa América 2019          |       |
| 39. | 07-07-2019 | Río de Janeiro | Brasil               | 3–1      | Copa América 2019          |       |
| 40. | 26-03-2024 | Lima           | República Dominicana | 4–1      | Amistoso                   |       |

## Estadísticas a nivel profesional

### Clubes
Actualizado al último partido disputado el 24 de julio de 2025
| Club                                   | Div.                | Temporada           | Liga  | Liga  | Liga   | Copas estatales | Copas estatales | Copas estatales | Copas nacionales | Copas nacionales | Copas nacionales | Torneos internacionales | Torneos internacionales | Torneos internacionales | Total | Total | Total  | Prom. |
| Club                                   | Div.                | Temporada           | Part. | Goles | Asist. | Part.           | Goles           | Asist.          | Part.            | Goles            | Asist.           | Part.                   | Goles                   | Asist.                  | Part. | Goles | Asist. | Prom. |
| -------------------------------------- | ------------------- | ------------------- | ----- | ----- | ------ | --------------- | --------------- | --------------- | ---------------- | ---------------- | ---------------- | ----------------------- | ----------------------- | ----------------------- | ----- | ----- | ------ | ----- |
| Bayern de Múnich · Alemania            | 1.ª                 | 2003-04             | 0     | 0     | 0      | —               | —               | —               | 1                | 0                | 0                | —                       | —                       | —                       | 34    | 24    | 0      | 0     |
| Bayern de Múnich · Alemania            | 1.ª                 | 2004-05             | 13    | 6     | 3      | —               | —               | —               | 1                | 0                | 1                | 6                       | 1                       | 0                       | 20    | 17    | 4      | 0.48  |
| Bayern de Múnich · Alemania            | 1.ª                 | 2005-06             | 14    | 4     | 6      | —               | —               | —               | 3                | 1                | 0                | 7                       | 1                       | 0                       | 24    | 20    | 6      | 0.25  |
| Bayern de Múnich · Alemania            | Total club          | Total club          | 27    | 10    | 9      | 0               | 0               | 0               | 5                | 1                | 1                | 13                      | 2                       | 0                       | 78    | 61    | 10     | 0.29  |
| Hamburgo S. V. · Alemania              | 1.ª                 | 2006-07             | 20    | 5     | 1      | —               | —               | —               | 2                | 0                | 1                | 7                       | 0                       | 0                       | 29    | 5     | 2      | 0.17  |
| Hamburgo S. V. · Alemania              | 1.ª                 | 2007-08             | 29    | 9     | 4      | —               | —               | —               | 3                | 0                | 1                | 9                       | 5                       | 3                       | 41    | 14    | 8      | 0.34  |
| Hamburgo S. V. · Alemania              | 1.ª                 | 2008-09             | 31    | 9     | 6      | —               | —               | —               | 5                | 1                | 1                | 12                      | 4                       | 1                       | 48    | 14    | 8      | 0.29  |
| Hamburgo S. V. · Alemania              | 1.ª                 | 2009-10             | 6     | 4     | 0      | —               | —               | —               | 1                | 0                | 0                | 6                       | 3                       | 0                       | 13    | 7     | 0      | 0.54  |
| Hamburgo S. V. · Alemania              | 1.ª                 | 2010-11             | 25    | 4     | 4      | —               | —               | —               | 2                | 1                | 2                | —                       | —                       | —                       | 27    | 5     | 6      | 0.19  |
| Hamburgo S. V. · Alemania              | 1.ª                 | 2011-12             | 23    | 6     | 2      | —               | —               | —               | 2                | 0                | 1                | —                       | —                       | —                       | 25    | 6     | 3      | 0.24  |
| Hamburgo S. V. · Alemania              | Total club          | Total club          | 134   | 37    | 17     | 0               | 0               | 0               | 15               | 2                | 6                | 34                      | 12                      | 4                       | 183   | 51    | 27     | 0.28  |
| S. C. Corinthians · Brasil             | 1.ª                 | 2012                | 15    | 6     | 2      | —               | —               | —               | 0                | 0                | 0                | 2                       | 2                       | 0                       | 17    | 8     | 2      | 0.47  |
| S. C. Corinthians · Brasil             | 1.ª                 | 2013                | 17    | 5     | 2      | 17              | 8               | 0               | 3                | 0                | 0                | 9                       | 5                       | 1                       | 46    | 18    | 3      | 0.39  |
| S. C. Corinthians · Brasil             | 1.ª                 | 2014                | 28    | 12    | 7      | 12              | 1               | 0               | 5                | 3                | 0                | 0                       | 0                       | 0                       | 45    | 16    | 7      | 0.36  |
| S. C. Corinthians · Brasil             | 1.ª                 | 2015                | 2     | 0     | 0      | 11              | 6               | 2               | 0                | 0                | 0                | 5                       | 4                       | 1                       | 18    | 10    | 3      | 0.56  |
| S. C. Corinthians · Brasil             | Total club          | Total club          | 62    | 23    | 11     | 40              | 15              | 2               | 8                | 3                | 0                | 16                      | 11                      | 2                       | 126   | 52    | 15     | 0.41  |
| C. R. Flamengo · Brasil                | 1.ª                 | 2015                | 15    | 3     | 3      | —               | —               | —               | 3                | 1                | 0                | —                       | —                       | —                       | 18    | 4     | 3      | 0.22  |
| C. R. Flamengo · Brasil                | 1.ª                 | 2016                | 21    | 9     | 1      | 13              | 5               | 0               | 6                | 4                | 0                | 3                       | 0                       | 1                       | 43    | 18    | 2      | 0.42  |
| C. R. Flamengo · Brasil                | 1.ª                 | 2017                | 19    | 6     | 3      | 11              | 10              | 0               | 6                | 2                | 2                | 8                       | 2                       | 2                       | 44    | 20    | 7      | 0.45  |
| C. R. Flamengo · Brasil                | 1.ª                 | 2018                | 6     | 1     | 1      | —               | —               | —               | 1                | 0                | 0                | —                       | —                       | —                       | 7     | 1     | 1      | 0.14  |
| C. R. Flamengo · Brasil                | Total club          | Total club          | 61    | 19    | 8      | 24              | 15              | 0               | 16               | 7                | 2                | 11                      | 2                       | 3                       | 112   | 43    | 13     | 0.38  |
| S. C. Internacional · Brasil           | 1.ª                 | 2019                | 24    | 10    | 2      | 3               | 1               | 0               | 8                | 5                | 0                | 6                       | 4                       | 0                       | 41    | 20    | 2      | 0.49  |
| S. C. Internacional · Brasil           | 1.ª                 | 2020                | 3     | 3     | 1      | 6               | 4               | 0               | —                | —                | —                | 6                       | 3                       | 1                       | 15    | 10    | 2      | 0.67  |
| S. C. Internacional · Brasil           | 1.ª                 | 2021                | 9     | 1     | 0      | 6               | 1               | 0               | —                | —                | —                | 1                       | 0                       | 0                       | 16    | 2     | 0      | 0.13  |
| S. C. Internacional · Brasil           | Total club          | Total club          | 36    | 14    | 3      | 15              | 6               | 0               | 8                | 5                | 0                | 13                      | 7                       | 1                       | 72    | 32    | 4      | 0.44  |
| Avaí F. C. · Brasil                    | 1.ª                 | 2022                | 10    | 0     | 0      | 0               | 0               | 0               | 0                | 0                | 0                | —                       | —                       | —                       | 10    | 1     | 0      | 0     |
| Avaí F. C. · Brasil                    | Total club          | Total club          | 10    | 0     | 0      | 0               | 0               | 0               | 0                | 0                | 0                | 0                       | 0                       | 0                       | 10    | 1     | 0      | 0     |
| Racing Club Argentina                  | 1.ª                 | 2023                | 15    | 1     | 0      | Inexistente     | Inexistente     | Inexistente     | 1                | 1                | 0                | 6                       | 1                       | 2                       | 22    | 3     | 2      | 0.14  |
| Racing Club Argentina                  | Total club          | Total club          | 15    | 1     | 0      | 0               | 0               | 0               | 1                | 1                | 0                | 6                       | 1                       | 2                       | 22    | 3     | 2      | 0.14  |
| Liga Deportiva Universitaria · Ecuador | 1.ª                 | 2023                | 13    | 5     | 1      | Inexistente     | Inexistente     | Inexistente     | 0                | 0                | 0                | 7                       | 3                       | 0                       | 20    | 8     | 1      | 0.4   |
| Liga Deportiva Universitaria · Ecuador | Total club          | Total club          | 13    | 5     | 1      | 0               | 0               | 0               | 0                | 0                | 0                | 7                       | 3                       | 0                       | 20    | 8     | 1      | 0.4   |
| Universidad César Vallejo · Perú       | 1.ª                 | 2024                | 6     | 3     | 1      | Inexistente     | Inexistente     | Inexistente     | 0                | 0                | 0                | 3                       | 0                       | 0                       | 10    | 3     | 1      | 0.33  |
| Universidad César Vallejo · Perú       | Total club          | Total club          | 6     | 3     | 1      | 0               | 0               | 0               | 0                | 0                | 0                | 3                       | 0                       | 0                       | 10    | 3     | 1      | 0.33  |
| Alianza Lima · Perú                    | 1.ª                 | 2024                | 8     | 4     | 1      | Inexistente     | Inexistente     | Inexistente     | Inexistente      | Inexistente      | Inexistente      | —                       | —                       | —                       | 8     | 4     | 1      | 0.50  |
| Alianza Lima · Perú                    | 1.ª                 | 2025                | 13    | 7     | 1      | Inexistente     | Inexistente     | Inexistente     | Inexistente      | Inexistente      | Inexistente      | 12                      | 3                       | 1                       | 25    | 10    | 2      | 0.40  |
| Alianza Lima · Perú                    | Total club          | Total club          | 21    | 12    | 2      | 0               | 0               | 0               | 0                | 0                | 0                | 12                      | 3                       | 1                       | 33    | 14    | 3      | 0.42  |
| Total en su carrera                    | Total en su carrera | Total en su carrera | 385   | 123   | 51     | 79              | 36              | 2               | 56               | 19               | 10               | 115                     | 41                      | 12                      | 635   | 270   | 75     | 0.34  |
| 1. 2. 3.                               |                     |                     |       |       |        |                 |                 |                 |                  |                  |                  |                         |                         |                         |       |       |        |       |

### Selecciones
| | Temporada     | Amistosos | Amistosos | Amistosos | Sudamérica(1) | Sudamérica(1) | Sudamérica(1) | Mundial | Mundial | Mundial | Total | Total  | Total | Media goleadora |
| Part. | Temporada     | Goles     | Asist.    | Part.     | Goles         | Asist.        | Part.         | Goles   | Asist.  | Part.   | Goles | Asist. |       | Media goleadora |
| --- | ------------- | --------- | --------- | --------- | ------------- | ------------- | ------------- | ------- | ------- | ------- | ----- | ------ | ----- | --------------- |
| Sub-17 · Perú | 2000          | 9         | 4         | 1         | —             | —             | —             | —       | —       | —       | 9     | 4      | 1     | 0,44            |
| Sub-17 · Perú | 2001          | 7         | 4         | 4         | 4             | 1             | 1             | —       | —       | —       | 11    | 5      | 5     | 0,33            |
| Sub-17 · Perú | Total         | 16        | 8         | 5         | 4             | 1             | 1             | 0       | 0       | 0       | 20    | 9      | 6     | 0,4             |
| Olímpica · Perú | 2004          | —         | —         | —         | 5             | 3             | 0             | —       | —       | —       | 5     | 3      | 0     | 0,75            |
| Olímpica · Perú | Total         | 0         | 0         | 0         | 5             | 3             | 0             | 0       | 0       | 0       | 5     | 3      | 0     | 0,75            |
| Absoluta · Perú | 2004          | —         | —         | —         | 3             | 1             | 0             | —       | —       | —       | 3     | 1      | 0     | 0,33            |
| Absoluta · Perú | 2005          | 3         | 1         | 0         | 3             | 1             | 1             | —       | —       | —       | 6     | 2      | 1     | 0,50            |
| Absoluta · Perú | 2006          | 3         | 2         | 0         | —             | —             | —             | —       | —       | —       | 3     | 2      | 0     | 0,80            |
| Absoluta · Perú | 2007          | 3         | 3         | 1         | 4             | 1             | 0             | —       | —       | —       | 7     | 4      | 1     | 0,30            |
| Absoluta · Perú | 2008          | 3         | 0         | 1         | 2             | 0             | 0             | —       | —       | —       | 5     | 0      | 1     | 0,30            |
| Absoluta · Perú | 2009          | —         | —         | —         | 3             | 0             | 0             | —       | —       | —       | 3     | 0      | 0     | 0,00            |
| Absoluta · Perú | 2010          | —         | —         | —         | —             | —             | —             | —       | —       | —       | 0     | 0      | 0     | 0,00            |
| Absoluta · Perú | 2011          | 3         | 1         | 1         | 6             | 7             | 2             | —       | —       | —       | 9     | 8      | 3     | 0,80            |
| Absoluta · Perú | 2012          | 3         | 1         | 1         | 6             | 1             | 1             | —       | —       | —       | 9     | 2      | 2     | 0,40            |
| Absoluta · Perú | 2013          | 2         | 0         | 0         | 7             | 0             | 2             | —       | —       | —       | 9     | 0      | 2     | 0,25            |
| Absoluta · Perú | 2014          | 5         | 2         | 0         | —             | —             | —             | —       | —       | —       | 5     | 2      | 0     | 0,4             |
| Absoluta · Perú | 2015          | 1         | 0         | 0         | 10            | 5             | 1             | —       | —       | —       | 11    | 5      | 1     | 0.45            |
| Absoluta · Perú | 2016          | —         | —         | —         | 12            | 4             | 4             | —       | —       | —       | 12    | 4      | 4     | 0.33            |
| Absoluta · Perú | 2017          | 2         | 2         | 0         | 5             | 2             | 1             | —       | —       | —       | 7     | 4      | 1     | 0.57            |
| Absoluta · Perú | 2018          | 2         | 2         | 0         | —             | —             | —             | 3       | 1       | 1       | 5     | 3      | 1     | 0.60            |
| Absoluta · Perú | 2019          | 5         | 0         | 0         | 6             | 3             | 1             | —       | —       | —       | 11    | 3      | 0     | 0.27            |
| Absoluta · Perú | 2020          | —         | —         | —         | —             | —             | —             | —       | —       | —       | 0     | 0      | 0     | 0.00            |
| Absoluta · Perú | 2021          | —         | —         | —         | 5             | 0             | 1             | —       | —       | —       | 5     | 0      | 1     | 0.00            |
| Absoluta · Perú | 2022          | —         | —         | —         | —             | —             | —             | —       | —       | —       | 0     | 0      | 0     | 0.00            |
| Absoluta · Perú | 2023          | 2         | 0         | 1         | 6             | 0             | 0             | —       | —       | —       | 8     | 0      | 1     | 0.00            |
| Absoluta · Perú | 2024          | 4         | 1         | 0         | 5             | 0             | 0             | —       | —       | —       | 9     | 1      | 0     | 0.11            |
| Absoluta · Perú | Total         | 41        | 15        | 5         | 83            | 25            | 14            | 3       | 1       | 1       | 127   | 41     | 20    | 0.32            |
| Total carrera | Total carrera | 57        | 23        | 10        | 92            | 29            | 15            | 3       | 1       | 1       | 152   | 53     | 26    | 0.34            |
| (1) Incluye los partidos del Sudamericano Sub-17(2001), Preolímpico Sudamericano Sub-23 (2004);Copa América / Clasificatorias Sudamericanas (2004-). |               |           |           |           |               |               |               |         |         |         |       |        |       |                 |

### Tripletes
| Partidos en los que anotó tres o más goles: | Partidos en los que anotó tres o más goles: | Partidos en los que anotó tres o más goles: | Partidos en los que anotó tres o más goles: | Partidos en los que anotó tres o más goles: | Partidos en los que anotó tres o más goles: |
| N.º                                         | Fecha                                       | Partido                                     | Goles                                       | Resultado                                   | Competición                                 |
| ------------------------------------------- | ------------------------------------------- | ------------------------------------------- | ------------------------------------------- | ------------------------------------------- | ------------------------------------------- |
| 1                                           | 4 de abril de 2004                          | Kaiserslautern II - Bayern Múnich II        |                                             | 1 - 4                                       | Regionalliga Süd                            |
| 2                                           | 17 de mayo de 2008                          | Hamburgo - Karlsruher                       |                                             | 7 - 0                                       | 1. Bundesliga 2007-08                       |
| 3                                           | 23 de julio de 2011                         | Perú - Venezuela                            |                                             | 4 - 1                                       | Copa América 2011                           |
| 4                                           | 1 de abril de 2015                          | Corinthians - Danubio                       |                                             | 4 - 0                                       | Copa Libertadores 2015                      |
| 5                                           | 25 de junio de 2015                         | Bolivia - Perú                              |                                             | 1 - 3                                       | Copa América 2015                           |
| 6                                           | 22 de junio de 2017                         | Flamengo - Chapecoense                      |                                             | 5 - 1                                       | Campeonato Brasileño 2017                   |

## Participaciones en competiciones internacionales
| Torneo                            | Club          | Resultado        | Partidos | Goles | Asistencias |
| --------------------------------- | ------------- | ---------------- | -------- | ----- | ----------- |
| Champions League 2004-05          | Bayern Múnich | Cuartos de final | 6        | 1     | 0           |
| Champions League 2005-06          | Bayern Múnich | Cuartos de final | 7        | 1     | 0           |
| Copa de la UEFA 2007-08           | Hamburgo      | Octavos de final | 9        | 5     | 3           |
| Copa Intertoto de la UEFA 2007-08 | Hamburgo      | Campeón          | 3        | 1     | 0           |
| Copa de la UEFA 2008-09           | Hamburgo      | Semifinal        | 12       | 4     | 1           |
| Europa League 2009-2010           | Hamburgo      | Semifinal        | 6        | 3     | 2           |
| Copa Mundial de Clubes 2012       | Corinthians   | Campeón          | 2        | 2     | 0           |
| Recopa Sudamericana 2013          | Corinthians   | Campeón          | 2        | 1     | 0           |
| Copa Libertadores 2013            | Corinthians   | Octavos de final | 7        | 4     | 1           |
| Florida Cup 2015                  | Corinthians   | Semifinal        | 4        | 2     | 0           |
| Copa Libertadores 2015            | Corinthians   | Octavos de final | 5        | 4     | 1           |
| Copa Libertadores 2017            | Flamengo      | Fase de grupos   | 6        | 2     | 3           |
| Copa Sudamericana 2017            | Flamengo      | Subcampeón       | 2        | 0     | 2           |
| Copa Libertadores 2019            | Internacional | Cuartos de final | 6        | 4     | 0           |
| Copa Libertadores 2020            | Internacional | Octavos de final | 6        | 3     | 1           |
| Copa Sudamericana 2023            | Liga de Quito | Campeón          | 7        | 3     | 1           |
| Total                             | Total         | Total            | 87       | 40    | 14          |

### Goles en la Copa Libertadores de América
Paolo Guerrero con 21 goles, marcados en tres clubes brasileños, el Racing Club de Argentina y el Alianza Lima, logró meterse en el selecto listado de los 50 goleadores históricos de la Copa Libertadores.
| Resultados    | Resultados | Resultados | Resultados           | Lugar          | Estadio              | Fecha                 | Temporada | Goles   |
| ------------- | ---------- | ---------- | -------------------- | -------------- | -------------------- | --------------------- | --------- | ------- |
| Corinthians   | 1          | 1          | San José             | Oruro          | Jesús Bermúdez       | 20 de febrero de 2013 | 2013      | 1 gol   |
| Corinthians   | 2          | 0          | Millonarios          | Sao Paulo      | Pacaembú             | 27 de febrero de 2013 | 2013      | 1 gol   |
| Corinthians   | 3          | 0          | Tijuana              | Sao Paulo      | Pacaembú             | 13 de marzo de 2013   | 2013      | 1 gol   |
| Corinthians   | 3          | 0          | San José             | Sao Paulo      | Pacaembú             | 10 de abril de 2013   | 2013      | 1 gol   |
| Corinthians   | 2          | 1          | Danubio              | Montevideo     | Luis Franzini        | 17 de marzo de 2015   | 2015      | 1 gol   |
| Corinthians   | 4          | 0          | Danubio              | Sao Paulo      | Arena Corinthians    | 1 de abril de 2015    | 2015      | 3 goles |
| Flamengo      | 2          | 1          | Atlético Paranaense  | Río de Janeiro | Maracaná             | 12 de abril de 2017   | 2017      | 1 gol   |
| Flamengo      | 3          | 1          | Universidad Católica | Río de Janeiro | Maracaná             | 3 de mayo de 2017     | 2017      | 1 gol   |
| Internacional | 3          | 2          | Palestino            | Porto Alegre   | Beira-Rio            | 9 de abril de 2019    | 2019      | 2 goles |
| Internacional | 1          | 0          | Nacional             | Montevideo     | Gran Parque Central  | 24 de julio de 2019   | 2019      | 1 gol   |
| Internacional | 2          | 0          | Nacional             | Porto Alegre   | Beira-Rio            | 31 de julio de 2019   | 2019      | 1 gol   |
| Internacional | 1          | 0          | Deportes Tolima      | Porto Alegre   | Beira-Rio            | 26 de febrero de 2020 | 2020      | 1 gol   |
| Internacional | 3          | 0          | Universidad Católica | Porto Alegre   | Beira-Rio            | 3 de marzo de 2020    | 2020      | 2 goles |
| Racing Club   | 2          | 0          | Ñublense             | Concepción     | Ester Roa Rebolledo  | 5 de abril de 2023    | 2023      | 1 gol   |
| Alianza Lima  | 3          | 2          | Talleres             | Lima           | Alejandro Villanueva | 22 de abril de 2025   | 2025      | 2 goles |
| Alianza Lima  | 2          | 2          | Libertad             | Asunción       | La Huerta            | 27 de mayo de 2025    | 2025      | 1 gol   |

Total: 21 goles

### Goles en la Liga Europa de la UEFA
| Resultados | Resultados | Resultados | Resultados       | Lugar      | Estadio              | Fecha                | Temporada | Goles   |
| ---------- | ---------- | ---------- | ---------------- | ---------- | -------------------- | -------------------- | --------- | ------- |
| Hamburgo   | 4          | 0          | Budapest Honvéd  | Hamburgo   | Volksparkstadion     | 30 de agosto de 2007 | 2007/2008 | 2 goles |
| Hamburgo   | 3          | 1          | Litex Lovetch    | Hamburgo   | Volksparkstadion     | 4 de octubre de 2007 | 2007/2008 | 2 goles |
| Hamburgo   | 3          | 2          | Bayer Leverkusen | Hamburgo   | Volksparkstadion     | 12 de marzo de 2008  | 2007/2008 | 1 gol   |
| Hamburgo   | 3          | 2          | Galatasaray      | Estambul   | Türk Telekom Arena   | 19 de marzo de 2009  | 2008/2009 | 2 goles |
| Hamburgo   | 3          | 1          | Manchester City  | Hamburgo   | Volksparkstadion     | 9 de abril de 2009   | 2008/2009 | 1 gol   |
| Hamburgo   | 1          | 2          | Manchester City  | Mánchester | Ciudad de Mánchester | 16 de abril de 2009  | 2008/2009 | 1 gol   |
| Hamburgo   | 5          | 1          | Guingamp         | Betrona    | Stade du Roudourou   | 20 de agosto de 2009 | 2009/2010 | 1 gol   |
| Hamburgo   | 4          | 0          | Randers          | Randers    | AutoC Park Randers   | 30 de julio de 2009  | 2009/2010 | 1 gol   |
| Hamburgo   | 3          | 1          | Standard Lieja   | Lieja      | Maurice Dufrasne     | 8 de abril de 2010   | 2009/2010 | 1 gol   |

Total: 12 goles

### Goles en la Copa Sudamericana
| Resultados    | Resultados | Resultados | Resultados         | Lugar      | Estadio             | Fecha                    | Temporada | Goles   |
| ------------- | ---------- | ---------- | ------------------ | ---------- | ------------------- | ------------------------ | --------- | ------- |
| Liga de Quito | 1          | 0          | Ñublense           | Concepción | Ester Roa Rebolledo | 3 de agosto de 2023      | 2023      | 1 gol   |
| Liga de Quito | 3          | 0          | Defensa y Justicia | Quito      | Rodrigo Paz Delgado | 27 de septiembre de 2023 | 2023      | 2 goles |

Total: 3 goles

### Goles en la Liga de Campeones de la UEFA
| Resultados    | Resultados | Resultados | Resultados  | Lugar  | Estadio         | Fecha                    | Temporada | Goles |
| ------------- | ---------- | ---------- | ----------- | ------ | --------------- | ------------------------ | --------- | ----- |
| Bayern Múnich | 3          | 2          | Chelsea     | Múnich | Allianz Arena   | 12 de abril de 2005      | 2004-05   | 1 gol |
| Bayern Múnich | 1          | 0          | Rapid Viena | Viena  | Allianz Stadion | 14 de septiembre de 2005 | 2005-06   | 1 gol |

Total: 2 goles

## Palmarés

### Campeonatos regionales
| Título              | Club                | Región              | Año  |
| ------------------- | ------------------- | ------------------- | ---- |
| Regionaliga Sur     | Bayern de Múnich II | Alemania Meridional | 2004 |
| Campeonato Paulista | Corinthians         | São Paulo           | 2013 |
| Campeonato Carioca  | Flamengo            | Río de Janeiro      | 2017 |
| Taça Guanabara      | Flamengo            | Río de Janeiro      | 2018 |

### Campeonatos nacionales
| Título                | Club          | País     | Año     |
| --------------------- | ------------- | -------- | ------- |
| Bundesliga            | Bayern Múnich | Alemania | 2004-05 |
| Copa de Alemania      | Bayern Múnich | Alemania | 2004-05 |
| Supercopa de Alemania | Bayern Múnich | Alemania | 2004-05 |
| Liga de Alemania      | Bayern Múnich | Alemania | 2004-05 |
| Bundesliga            | Bayern Múnich | Alemania | 2005-06 |
| Copa de Alemania      | Bayern Múnich | Alemania | 2005-06 |
| Serie A               | Corinthians   | Brasil   | 2015    |
| Serie A de Ecuador    | Liga de Quito | Ecuador  | 2023    |

### Campeonatos internacionales
| Título                            | Equipo        | Sede      | Año  |
| --------------------------------- | ------------- | --------- | ---- |
| XV Juegos Bolivarianos            | Perú Sub-18   | Ambato    | 2001 |
| Copa Intertoto de la UEFA         | Hamburgo      | Hamburgo  | 2007 |
| Copa Mundial de Clubes de la FIFA | Corinthians   | Yokohama  | 2012 |
| Recopa Sudamericana               | Corinthians   | São Paulo | 2013 |
| Copa Sudamericana                 | Liga de Quito | Maldonado | 2023 |

### Distinciones individuales
| Distinción                                                                               | Año        | Referencia |
| ---------------------------------------------------------------------------------------- | ---------- | ---------- |
| Máximo goleador del Regionaliga Sur (21 goles)                                           | 2003/04    | [ 137 ]    |
| Tercer máximo goleador de la Copa de Alemania                                            | 2004       | [ 138 ]    |
| Máximo goleador de la Selección Peruana en el Torneo Preolímpico 2004                    | 2004       | [ 139 ]    |
| Máximo goleador del Hamburgo S.V. en la Liga Europa de la UEFA 2007 (5 goles)            | 2007       | [ 140 ]    |
| Máximo goleador del Hamburgo S.V. en la temporada 2007 (14 goles)                        | 2007       | [ 141 ]    |
| Quinto máximo goleador extranjero en la historia del Hamburgo SV                         | 2007       |            |
| Mejor jugador del partido contra Uruguay en la Copa América 2011                         | 2011       | [ 142 ]    |
| Mejor jugador del partido contra Venezuela en la Copa América 2011                       | 2011       | [ 143 ]    |
| Máximo goleador de la Copa América (5 goles)                                             | 2011       | [ 144 ]    |
| Premio "Santander" al Máximo goleador de la Copa América 2011                            | 2011       | [ 145 ]    |
| Incluido en el equipo Ideal de la Copa América según la CONMEBOL                         | 2011       | [ 146 ]    |
| Balón de Bronce de la Copa Mundial de Clubes de la FIFA 2012                             | 2012       | [ 147 ]    |
| Tercer mejor jugador del Mundial de Clubes 2012                                          | 2012       | [ 148 ]    |
| Mejor delantero de la Copa Mundial de Clubes de la FIFA                                  | 2012       | [ 149 ]    |
| Máximo goleador del Corinthians en el Mundial de Clubes (2 goles)                        | 2012       | [ 150 ]    |
| 2.º° mejor jugador de América (Diario El País)                                           | 2012       | [ 151 ]    |
| Incluido en el Equipo Ideal de América (Diario El País)                                  | 2012       | [ 152 ]    |
| "Mejor centrodelantero de América" (Diario El País)                                      | 2012       |            |
| Segundo jugador más popular en Sudamérica según la IFFHS                                 | 2013       | [ 153 ]    |
| Condecorado con la Medalla de "Hijo Ilustre" del Distrito de Chorrillos                  | 2013       | [ 154 ]    |
| Condecorado con la Medalla de Lima en mérito a los logros deportivos                     | 2013       | [ 155 ]    |
| Mejor jugador del Corinthians en 3 meses consecutivos (febrero, marzo, abril)            | 2013       | [ 156 ]    |
| Mejor jugador del Campeonato Paulista 2013                                               | 2013       | [ 157 ]    |
| Incluido en el equipo Ideal del Campeonato Paulista 2013                                 | 2013       | [ 158 ]    |
| Máximo goleador del Corinthians en el Campeonato Paulista 2013 (8 goles)                 | 2013       | [ 159 ]    |
| Máximo goleador del Corinthians en la Copa Libertadores 2013 (4 goles)                   | 2013       | [ 160 ]    |
| Incluido en el Once Ideal de la fase de grupos de la Copa Libertadores 2013              | 2013       | [ 161 ]    |
| Máximo goleador del S.C. Corinthians en la temporada 2013 (18 goles)                     | 2013       | [ 162 ]    |
| Bola de Plata al mejor delantero del Brasileirao 2014                                    | 2014       | [ 163 ]    |
| Autor del Mejor gol del Brasileirao 2014                                                 | 2014       | [ 164 ]    |
| Incluido en el equipo Ideal del Brasileirao de la temporada 2014                         | 2014       | [ 165 ]    |
| Máximo goleador del Corinthians en el Brasileirao 2014 (12 goles)                        | 2014       | [ 166 ]    |
| Máximo goleador del S.C. Corinthians en la temporada 2014 (16 goles)                     | 2014       | [ 167 ]    |
| Máximo Goleador de la Florida Cup 2015 (2 goles)                                         | 2015       | [ 168 ]    |
| Mejor Jugador de la Florida Cup 2015                                                     | 2015       | [ 169 ]    |
| Premio Mickey Mouse de la Florida Cup                                                    | 2015       | [ 170 ]    |
| Máximo goleador del Corinthians en el Campeonato Paulista 2015 (6 goles)                 | 2015       | [ 171 ]    |
| Máximo goleador del Corinthians en la Copa Libertadores 2015 (4 goles)                   | 2015       | [ 172 ]    |
| Elegido el mejor jugador extranjero del futbol brasileño                                 | 2015       | [ 173 ]    |
| Mejor jugador del partido contra Venezuela en la Copa América 2015                       | 2015       | [ 174 ]    |
| Mejor jugador del partido contra Bolivia en la Copa América 2015                         | 2015       | [ 175 ]    |
| Mejor jugador del partido contra Paraguay en la Copa América 2015                        | 2015       | [ 176 ]    |
| Máximo goleador de la Copa América (4 goles) compartido con Eduardo Vargas               | 2015       | [ 177 ]    |
| Premio "Santander" al Máximo goleador de la Copa América                                 | 2015       | [ 178 ]    |
| Incluido en el Equipo Ideal de la Copa América 2015 según la CONMEBOL                    | 2015       | [ 179 ]    |
| Máximo goleador extranjero en la historia del Corinthians                                | 2015       | [ 180 ]    |
| Nominado al FIFA Balón de Oro                                                            | 2015       | [ 181 ]    |
| Mejor jugador del partido contra Haití en la Copa América 2016                           | 2016       | [ 182 ]    |
| Mejor jugador extranjero en la historia del Corinthians                                  | 2016       | [ 183 ]    |
| Máximo goleador del Primera Liga de Brasil 2016                                          | 2016       | [ 184 ]    |
| Máximo goleador del Flamengo en el Brasileirao 2016 (9 goles)                            | 2016       | [ 185 ]    |
| Máximo goleador del CR Flamengo en la temporada 2016 (18 goles)                          | 2016       | [ 186 ]    |
| PremiosCapital 2017: Personaje Positivo del Año                                          | 2017       | [ 187 ]    |
| Máximo goleador del Campeonato Carioca 2017 (10 goles)                                   | 2017       | [ 188 ]    |
| Mejor jugador del Campeonato Carioca 2017                                                | 2017       | [ 189 ]    |
| Incluido en el equipo Ideal del Campeonato Carioca                                       | 2017       | [ 190 ]    |
| 2.º° mejor jugador de América (Diario El país)                                           | 2017       | [ 191 ]    |
| Incluido en el Equipo Ideal de América (Diario el País)                                  | 2017       | [ 192 ]    |
| "Mejor delantero de América" (Diario el País)                                            | 2017       | [ 193 ]    |
| Máximo goleador del C.R. Flamengo en la temporada 2017 (20 goles)                        | 2017       | [ 194 ]    |
| Incluido en el Equipo Ideal de la Clasificación de Conmebol para la Copa Mundial de 2018 | 2017       | [ 195 ]    |
| Mejor Jugador de América según votaciones                                                | 2017       | [ 196 ]    |
| Goleador de la Selección Peruana en las Eliminatorias junto a Edison Flores (5 goles)    | 2018       | [ 197 ]    |
| Mejor jugador en jornada de Amistosos previos al Mundial Rusia 2018                      | 2018       | [ 198 ]    |
| Incluido en el XI ideal del Grupo C del Mundial Rusia 2018                               | 2018       | [ 199 ]    |
| Incluido dentro de los 12 máximos ídolos del Corinthians                                 | 2019       | [ 183 ]    |
| Mejor jugador del partido contra Venezuela en la Copa América 2019                       | 2019       | [ 200 ]    |
| Mejor jugador del partido contra Bolivia en la Copa América 2019                         | 2019       | [ 201 ]    |
| Máximo goleador de la Copa América (3 goles) compartido con Everton Sousa                | 2019       | [ 202 ]    |
| Incluido en el equipo Ideal de la Copa América 2019 según la CONMEBOL                    | 2019       | [ 203 ]    |
| Máximo goleador histórico de la Copa América en el siglo XXI                             | 2019       |            |
| 2.º Mejor Gol de la Copa América 2019 según la CONMEBOL                                  | 2019       | [ 204 ]    |
| Jugador con más duelos individuales (51) y aéreos (31) ganados en la Copa América        | 2019       | [ 205 ]    |
| Máximo goleador de la Copa de Brasil 2019 (5 goles)                                      | 2019       | [ 206 ]    |
| Balón de Oro de la Copa de Brasil                                                        | 2019       | [ 207 ]    |
| Bota de Oro de la Copa de Brasil                                                         | 2019       | [ 208 ]    |
| Máximo goleador del Internacional en la Copa Libertadores 2019 (4 goles)                 | 2019       | [ 209 ]    |
| Máximo goleador del Internacional en el Brasileirao 2019 (10 goles)                      | 2019       | [ 210 ]    |
| Máximo goleador del S.C. Internacional en la temporada 2019 (20 goles)                   | 2019       | [ 211 ]    |
| Segundo máximo goleador extranjero en la historia del Brasileirao                        | 2019       | [ 212 ]    |
| Incluido en el XI ideal de la década del Corinthians                                     | 2020       | [ 213 ]    |
| Incluido en el XI ideal de la década del Sport Club Internacional                        | 2020       | [ 214 ]    |
| Incluido en el XI ideal histórico de Sudamericanos en la Bundesliga                      | 2020       | [ 215 ]    |
| Nominado al "Mejor delantero de Sudamérica" por la CONMEBOL                              | 2020       | [ 216 ]    |
| Incluido en el XI ideal histórico de extranjeros en el Brasileirao                       | 2020       | [ 217 ]    |
| Incluido en la lista de los mejores goles anotados por Latinos en la Bundesliga          | 2020       | [ 218 ]    |
| Incluido en el XI ideal de la década de CONMEBOL (2011-2020) según IFFHS                 | 2021       |            |
| "Mejor centrodelantero sudamericano de la década" (IFFHS)                                | 2021       |            |
| Elegido uno de los 3 mejores delanteros sudamericanos de la década (2011-2020) (IFFHS)   | 2021       |            |
| Máximo goleador en actividad de la Copa América (14 goles)                               | Actualidad |            |
| Parte del Equipo Ideal de la Copa Sudamericana                                           | 2023       | [ 219 ]    |
| Jugador del Mes de Noviembre de la LigaPro de Ecuador                                    | 2023       | [ 220 ]    |

## Récords

### Copa América
- Su tercer gol ante Venezuela en la Copa América 2011, significó el gol 200 de Perú en Copas América.[221]
- Tercer futbolista peruano en anotar una tripleta en Copa América.[222]
- Segundo futbolista que logra una tripleta en dos ediciones consecutivas de Copa América (2011 y 2015).
- Junto al Uruguayo Pedro Petrone, es el futbolista que más veces fue goleador en la historia Copa América, en (2011, 2015 y 2019).
- Único futbolista con dos tripletes en fase KO en toda la historia de la Copa América (2011 y 2015).
- Segundo futbolista en la historia de la Copa América en ser máximo goleador en dos ediciones consecutivas (2011 y 2015).
- Segundo futbolista peruano con más partidos disputados en la historia de la Copa América.
- Junto al peruano (Teodoro Fernández) es el único en marcar en cinco ediciones distintas de la Copa América.
- Segundo futbolista peruano con más partidos ganados en la Copa América.
- Máximo goleador en actividad de la Copa América con 14 goles.

### Selección nacional
- Primer futbolista Peruano en anotarle a todas la selecciones de la Conmebol.
- Máximo goleador histórico de la selección de fútbol del Perú con 41 goles.
- Segundo futbolista Peruano con más partidos disputados en la historia de la Selección Peruana (127)
- Segundo máximo goleador Peruano en la historia del Clásico del Pacífico con 5 goles.
- Primer futbolista peruano en ser nominado al Balón de oro.
- Primer futbolista peruano en anotar en la Copa Mundial de Clubes de la FIFA.[223]
- Cuarto máximo goleador peruano en la Copa Libertadores con 18 goles.
- Primer futbolista peruano en disputar 6 ediciones de las Clasificatorias a la Copa del Mundo.[224]

### Récords en el fútbol brasileño
- Séptimo máximo goleador extranjero en la historia del fútbol Brasileño con 121 goles.
- Segundo máximo goleador extranjero en la historia del Brasileirao con 56 goles.
- Máximo goleador extranjero en la historia del Corinthians.[225]
- Peruano con más goles anotados en la historia del Brasileirao.
- Tercer goleador histórico del SC Internacional en la Copa Libertadores con 7 goles.
- Segundo goleador histórico del Corinthians en la Copa Libertadores con 8 goles.
- Primer futbolista extranjero en anotar goles para tres clubes brasileños diferentes (Corinthians, Flamengo, Internacional) en la historia de la Copa Libertadores.
- Primer jugador en la historia del Sport Club Internacional que anota el gol de la victoria a los 90 minutos o más en un partido de la Copa Libertadores.

### Fútbol alemán
- Segundo máximo goleador histórico del Bayern de Múnich II con 49 goles.
- Anotó cinco goles consecutivos en cinco encuentros oficiales disputados en el estadio Imtech Arena, superando así la marca del mítico Uwe Seeler, que tenía cuatro tantos consecutivos.[226]
- Integrante del TOP 20 de goleadores históricos del Hamburgo SV con 51 goles[227]
- Quinto máximo goleador extranjero en la historia del Hamburgo SV.
- Integrante del TOP 5 de goleadores históricos del Hamburgo SV en la Europa League y antecesoras con 12 goles.[228][229][230]

### Clubes
- Primer futbolista peruano en ganar la Copa Sudamericana con un club extranjero (LDU).

## Vida personal

### Labor social
El Depredador, ha demostrado su compromiso con la niñez peruana, desde hace un buen tiempo. En Hamburgo, ha destacado en varias ocasiones la labor social que realiza Paolo Guerrero. Su club reconoce que el tiempo de sus vacaciones lo aprovecha para realizar obras que ayudan a la mejora social en Perú.
"El delantero del Hamburgo, Paolo Guerrero, que bien podría estar disfrutando de sus cortas vacaciones, ha preferido visitar a los niños pobres en su casa de infancia", comentó el Hamburgo en su página web. En esta visita, que realizó en julio de 2011, después de la Copa América, Paolo regaló pelotas autografiadas y le dejó el siguiente mensaje a los niños: "Con diligencia y perseverancia se puede hacer mucho". Ese mismo año, Guerrero visitó a una niña de tres años, que quedó cuadripléjica, víctima de un asalto a su familia.

### Hípica
Paolo Guerrero también es un gran aficionado a la hípica e incluso tiene sus propios caballos en el Hipódromo de Monterrico.
Fue homenajeado el domingo 23 de diciembre de 2012, en el Hipódromo de Monterrico al haberse consagrado campeón del Mundial de Clubes con el Corinthians.

### Difamación
En noviembre de 2007, la conductora de televisión Magaly Medina mostró en su programa de televisión fotos donde se veía a Paolo Guerrero junto a su novia a altas horas de la noche saliendo de un restaurante en el distrito limeño de Miraflores cuando debería haber estado, junto a los demás convocados, en la concentración un día previo a un partido con la Selección Peruana de Fútbol de local. El suceso fue desmentido por la Comisión Sudafricana 2010, ya que las fotos mostradas fueron de dos días previos al partido, por lo cual el seleccionado nacional tomó acciones legales por difamación contra la conductora de televisión.
En octubre de 2008, Magaly Medina junto a su productor Ney Guerrero fueron sentenciados a 5 meses de prisión tras haber sido hallada culpable por el delito de difamación.

### Cine
Paolo Guerrero también incursionó en el mundo del cine, a través de su película biográfica denominada Guerrero donde se interpretan escenas de su niñez, inicios en el fútbol a través de las divisiones menores de Alianza Lima y vida familiar en su barrio. La película fue estrenada el 8 de diciembre de 2016 en Perú.